# ラブライブ!サンシャイン!!
『ラブライブ！サンシャイン!!』は、KADOKAWA（アスキー・メディアワークスブランド）、ランティス（現・バンダイナムコミュージックライブ）、サンライズ（現・バンダイナムコフィルムワークス）の3社によるプロジェクト「ラブライブ!シリーズ」の第2作。

## 概要
架空の学校・私立浦の星女学院を舞台に活躍するスクールアイドルグループ「Aqours（アクア）」を主人公としたシリーズ第2作。第1作『ラブライブ!』から原案・テキスト・漫画原作は公野櫻子、キャラクターデザインは室田雄平、アニメの脚本は花田十輝が続投している一方、アニメーションPV・テレビアニメの監督は京極尚彦から、第1作のテレビアニメ版で演出を担当した酒井和男に交代している。
第1作同様に実在の地域を舞台にしており、本作では静岡県沼津市が主人公たちの出身地として選ばれている。Aqoursが通う浦の星女学院が実在の中学校である沼津市立長井崎中学校をモデルにしている他、周辺地域の施設や名所も劇中に取り上げられる。また第1作と異なり、CDに収録されたボイスドラマのほぼすべてに、沼津市に実在する施設等が登場するのが特徴である。そのため地域の企業とのコラボレーションも積極的に行なわれている（詳細は#コラボレーションを参照）。監督の酒井によれば、舞台となる街を探して伊豆半島を一周していた中で同市に訪れ、ロケーションや名産品、住民の優しさに惹かれたことが、選出の理由だという。
テレビアニメおよび声優ユニットによるライブ活動の分野では、主役のAqoursだけでなく、ライバルユニットのSaint Snowにも焦点が当てられ、物語で重要なポジションを担うだけでなく、演じる声優たちのライブ活動や、出身地と設定されている北海道でのイベントも精力的に行なわれている。

## 略歴
2015年2月26日に『ラブライブ!』の新企画 として告知され、同年4月30日に同日発売の『電撃G's magazine』2015年6月号およびラブライブ！公式サイト において企画の詳細が発表された。
2015年9月9日、『ラブライブ!』公式サイトのリニューアル（ポータルサイト化）が行われると同時に、本作の公式サイトが開設された。
2015年10月から翌2016年3月にかけて、読者参加企画により、トリオユニット3組（CYaRon!、AZALEA、Guilty Kiss）の構成メンバーおよびユニット名を決定。同年5月からトリオユニットでの活動も始まった。
2016年1月11日、ニコニコ生放送で行われた「ラブライブ!サンシャイン!! Aqoursニコ生課外活動〜はじめてのDOKI-DOKI生放送!〜」の中で、2016年夏よりテレビアニメ版が放送されることが発表され、同年7月から9月まで第一期が放送された。2017年10月から12月に第二期が放送、2019年1月に劇場版が公開された。
テレビアニメを主軸とした展開は、劇場版の内容をベースとしたAqours 5thライブ（2019年6月開催）をもって終了し、それ以降はCDリリースやライブ活動など、声優を主軸とした展開となっている。
2020年12月からは、本作のキャラクターや舞台をファンタジー風にアレンジしたスピンオフ作品『幻日のヨハネ -SUNSHINE in the MIRROR-』のプロジェクトが、並行して展開している。

## ストーリー
静岡県沼津市内浦にある、女子高校の「浦の星女学院（うらのほしじょがくいん）」。この学校は全校生徒が100人にも満たず、来年度の入学希望者は0人。それにより、統廃合の危機に瀕していた。そんな中、学校を盛り上げるために9人の生徒が立ち上がり、スクールアイドルを結成することになった。

## 登場人物
主に基礎設定、複数のメディアで共通する設定を記述する。各メディア固有の設定は別途記述する。付記された声優は、特記ない限り、テレビアニメ版における担当を指す。一部のサブキャラクターは、演出により顔の一部が描写されない。

### 浦の星女学院
沼津市の内浦という町の近くの岬の突端にあり、全校生徒が100人にも満たない小さな私立女子高校。通称「浦女（うらじょ）」。周辺はみかん畑で囲まれている。
制服のデザインは、冬服は全学年共通のもので、夏服は2年生と3年生がパフスリーブタイプ、1年生は袖がほぼノースリーブのタイプである。制服のネクタイのタイプは、冬服は3年生がスカーフタイプ、2年生と1年生はリボンタイプで、夏服は全学年がスカーフタイプである。ネクタイの色は、3年生が緑、2年生が赤、1年生が黄色である。これら制服のデザイン、ネクタイのタイプや色は学年ごとに固定されている。このほかに、浦の星女学院の旧制服であり、現在は秋の衣替えの一時期に着用されている黒いセーラー服タイプの制服も存在し、ネクタイは全学年白色のスカーフタイプである。校内での室内履きは、主に小学生が履いている上履きであるが、登校や下校の際は外履きは高校生が履くような普通の靴である。
『G's』誌上のイラストストーリーおよび漫画版では、既に廃校が決定しており、千歌たちを含めた生徒たちにも周知されている。カトリックのミッションスクールであり、敷地内に聖母マリアや天使の絵画・像があったり、クリスマスは盛大に飾り付けがなされる、学外ではあるが聖歌隊があるなどの風習がある。
テレビアニメ版では、第1期第1話時点では統廃合は決定していなかったが、第2期終盤にて静真高等学校との統廃合による閉校が決定。3年生卒業後、1・2年生は同校に編入した（劇場版）。部の設立申請には最低5人必要（兼部も可）。理事長は小原鞠莉だが、実質的な決定権を持っているのは鞠莉の父親。
モデルは「沼津市立長井崎中学校」である。

#### Aqours（アクア）
全メディアに登場。本作の主人公グループ。

沼津市に設置されたマンホールに描かれたAqoursのメンバー
上段左から高海千歌、桜内梨子、松浦果南
黒澤ダイヤ、渡辺曜、津島善子
国木田花丸、小原鞠莉、黒澤ルビィ

μ'sに憧れる千歌の発案により、浦の星女学院で結成されたスクールアイドルグループ。グループ名は「Aqua」と「ours」を合わせた造語。テレビアニメや漫画ではスクールアイドル部に所属（活動の詳細は#ストーリーを参照）。またグループ内で3人ずつのミニユニットに分かれての活動もしているが、テレビアニメ、漫画でのミニユニット活動の描写はない。
公に登場したのは『G's』2015年5月号、メンバー個々のプロフィールと担当声優が発表されたのは『G's』2015年6月号であったが、グループ名がAqoursに決定した『G's』2015年8月号の発売日である2015年6月30日が正式な結成日とされている。
漫画版では2019年現在、Aqoursと名乗っていない。
テレビアニメ版では、果南、ダイヤ、鞠莉が1年生のときにも「Aqours」のグループ名でスクールアイドル活動をしていたが、ある事がきっかけで解散する。それから2年後、千歌を始めとしたメンバーが集まり、果南やダイヤ、鞠莉も加入したことで再結成した。千歌たちが名乗り始めたのは1期第3話の千歌・曜・梨子の3人の状態のときから。劇場版で静真高校に編入後、6人のAqoursとして部活動報告会の場で編入反対派である一部保護者を説得するためのミニライブを行ったが、精神的支柱であった3年生メンバーがいない事に動揺してしまい、初歩的ミスを連発してライブは大失敗となり、正式編入は再び様子見となってしまう。
各メンバーの血液型、身長、スリーサイズ、誕生日、ライブカラーはAqours § Aqoursメンバー基本データ一覧の項に記述。
高海 千歌（たかみ ちか）
声 - 伊波杏樹
本作の主人公。Aqoursのリーダーにして発起者。高校2年生。一人称は「私」または「千歌」。性格は明るく人懐っこく負けず嫌い。持ち前の行動力と勢いで周囲を引っ張っていく。趣味はソフトボールとカラオケ、特技は鉄棒、卓球及び習字、好きな食べ物はみかん、嫌いな食べ物はコーヒーと塩辛。みかんは、演じる伊波がイベントで用いるコール＆レスポンスにも用いられている。
μ'sの大ファンであり、今まで平凡な日々を送ってきた自分も輝きたいとμ'sに憧れてスクールアイドルを結成した。実家は「十千万（とちまん）」という温泉旅館（モデルは安田屋旅館）で、3人姉妹の末っ子。
テレビアニメ
高校1年生の時に曜と共に秋葉原に行った際、秋葉原UDXの大型スクリーンでμ'sを知って魅了され、スクールアイドル活動を始めた。特に高坂穂乃果に興味がある様子。Aqoursでは作詞を担当。才能ある友人たちと比較して自らを「普通（普通星人、普通怪獣）」と評し、昔から何かに挑戦しても上手くいかないと悔しがる前にやめてしまうことを繰り返していた。幼馴染の曜と一緒に何かに夢中になりたいと思い続けてきた中で、ようやく「スクールアイドルになり輝きたい」という大きな夢を得て、それに向け邁進していく。家族は「十千万」の厨房で働く父・東京で働いていて娘たちより容姿が幼く見える母（声 - 釘宮理恵）・「十千万」の実質女将である長姉の志満（しま / 声 - 阿澄佳奈）・会社勤務をしていてトラブルを起こした千歌をよく注意する次姉の美渡（みと / 声 - 伊藤かな恵）の5人家族。「しいたけ」（声 - 麦穂あんな）という名前のメスの大型犬を飼い、2期最終回では2匹の子犬も産まれている。
漫画
インターネット上の動画や記事でμ'sを知り、アイドル活動を始める。明るく屈託のない性格で、内浦に馴染めなかった梨子の心を開く。過疎化する内浦の未来を憂いている。

桜内 梨子（さくらうち りこ）
声 - 逢田梨香子
高校2年生。一人称は「私」。趣味は絵画、手芸及び料理、特技は楽器（ピアノとビオラ）、好きな食べ物はゆでたまごとサンドイッチ、嫌いな食べ物はピーマン。絵画とサンドイッチは、演じる逢田がイベントで用いるコール＆レスポンスにも用いられている
音ノ木坂学院から引っ越してきた転校生で、『君のこころは輝いてるかい?』のPVでは同校の制服を着用しているが、他のメディアでは転校初日から浦女の制服を着用している。地味で控えめな性格であるが、千歌に引っ張られてスクールアイドルに参加することになった。大人っぽく落ち着いて見えるが実は慌て者で、早とちりや勘違いをしてしまうことがある。
テレビアニメ
物事をはっきりと言う性格で、メンバーのボケにきついツッコミを入れることも多々あるが、友達想いな一面もある。まだ冷たい春の海に飛び込もうとしたり、変顔を披露したりと、突飛な行動に出ることもある。周囲から期待されていたピアニストだが、コンクールを機にスランプに陥り、ピアノから離れようと浦女へ転入する。転入当初からの千歌の勧誘に何度も断り続けたものの、それでも尚勧誘してくる彼女の熱意に負けて活動を手伝いをしている内に、千歌を助けようと入部を決意し、スクールアイドル部に3番目に加入した。Aqoursでは作曲を担当。また、スクールアイドル活動を通じてもう一度ピアノに向き合うようになり、さらには千歌たちの後押しもあってピアノのコンクールに出場した。「十千万」の隣家に住み、家族として梨子と似た母（声 - 水樹奈々）が登場している。
漫画
内気で恥ずかしがり屋。ピアノは小さい頃から習い事として続けてきた特技であり、コンテストなどに出場したことはない。千歌とは内浦に引っ越してきた日に偶然出会っている。転校してきた日から千歌にスクールアイドルの勧誘を受けるが、目立つことが苦手で内気ゆえに断り続けていた。千歌に内浦のイベントに誘われたことを機に3番目に加入。

松浦 果南（まつうら かなん）
声 - 諏訪ななか
高校3年生。一人称は「私」。趣味は天体観測と水泳、特技はダイビングと操船、好きな食べ物はさざえとわかめ、嫌いな食べ物は梅干。口癖は「ハグしよ？」で、演じる諏訪がイベントで用いるコール＆レスポンスにも用いられている。
千歌の幼馴染。幼少期は一緒に海で遊ぶ仲で、高校生になった現在も千歌には姉のように慕われている。近くの島（淡島）でダイビングショップをやっている祖父と二人暮らしで、自身も手伝いをしている。大人っぽくサバサバした性格であり、落ち着いていてどこかクールな雰囲気を纏っている反面、あまり物事にこだわりがない。ダイビングで体力が養われているためAqoursの中で一番スタミナがあり、泳力と筋肉が自慢。特に持久力は超人的で、夏休み合宿でダイヤの提案した過酷なトレーニングメニューを唯一まともにこなしていた。ボートの操船をこなし、また、サーフィンを乗りこなす腕前の持ち主。
テレビアニメ
骨折した父親に代わってダイビングショップ（あわしまマリンパークのカエル館がモデル）を経営するため長期休学していたが、第9話で学校に通うようになった。1年生の時にダイヤ・鞠莉と共にスクールアイドル「Aqours」として活動し作詞と振付を担当するも、後に怪我をした鞠莉を気遣う行動を見せた末にすれ違いが生まれ、解散となってしまったことが明らかとなる。そのときのいざこざから、スクールアイドル活動に対し頑なな態度を取っていたが、密かにダンスの練習を続けたり振付構想用ノートを持ち続けるなどが心残りがある様子をみせていた。最終的には鞠莉達と和解し、8人目のメンバーとして千歌たちと共に再びAqoursとして活動する。加入後はメンバーを見守り、時にアドバイスしながら活動しており、経験を活かしてダンスコーチと振付決めを担っている。前向きな性格だが、せっかちなところもある。
漫画
アニメよりも千歌との幼馴染として親密で接点が多く、ほぼ毎日一緒に遊ぶ仲。スクールアイドルとアイドルの違いが判らないなど、スクールアイドルの知識はかなり疎い。うやむやのうちに、2番目に加入。

黒澤 ダイヤ（くろさわ だいや）
声 - 小宮有紗
高校3年生。一人称は「私（わたくし）」。口の向かって左下にホクロがあり、ごまかす時は必ずホクロの所をかく癖がある。趣味は映画鑑賞と読書、特技は和琴、唄及び着付け、好きな食べ物は抹茶味のお菓子とプリン。嫌いな食べ物はハンバーグとグラタン。
実家はかつての網元で現在でも地元で有名な名家で、学院の生徒会長を務めている。落ち着いた雰囲気を持つが、勝負事では1番を目指す競争力の高さや気概も持ち合わせている。プライドが高い完璧主義者で、中途半端や曲がったことは許せない性格。また、ルビィにも厳しい反面、時折甘やかす一面も見せている。スクールアイドルを破廉恥なものと考えており、最初は勧誘を断っていた。だが加入をかけた勝負に負け、既に加入していたドジな妹のルビィを心配して仕方なく参加するが、やるからには大会優勝を目指べきと考えている。
テレビアニメ
子供の頃よりアイドルに憧れ、周囲には隠しているが実はμ'sの大ファンで彼女たちを神聖視していた。特に絢瀬絵里に興味がある。μ'sの姿を見て2年前の浦の星統廃合の危機を機に、自分達も輝こうと果南・ 鞠莉と共にスクールアイドル「Aqours」として活動し衣装を担当していたが、紆余曲折の果てに解散した。その2年後、いざこざの末に果南と鞠莉が和解すると自身も2人と和解し、その後加入を決意した果南と鞠莉のことを千歌に託したが、直後に千歌達からAqours加入を呼び掛けられたことでその誘いを受け入れ、9番目に加入 した。当初は自分達の挫折を後輩達に味わわせまいとスクールアイドル活動に厳しい姿勢だったが、加入以降は、かつての経験と立ち位置、趣味もあってスクールアイドル活動に人一倍情熱を注ぎ、ラブライブに向けての戦略を立てるなど他の8人の前に立つAqoursの実質的なまとめ役を担う。語尾に「ですわ」を付けて敬語で話し、特に否定の際の「ブッブー！ですわ！！」というセリフは、演じる小宮がイベントで用いるコール＆レスポンスでも使われている。
漫画
千歌たちが始めたスクールアイドル活動を、まだ部活動として申請されていないこともありよく理解していない。

渡辺 曜（わたなべ よう）
声 - 斉藤朱夏
高校2年生。一人称は「私」。趣味は筋トレ。特技は高飛び込みと体感天気予報、裁縫、料理。好きな食べ物はハンバーグとみかん。嫌いな食べ物は刺身とパサパサした食べ物。口癖は「ヨーソロー！」で、敬礼のポーズをとることも多い。これらは演じる斉藤がイベントで用いるコール＆レスポンスにも用いられている。
千歌の幼馴染でクラスメイト。体育会系スポーツ少女で、特技の高飛び込みはナショナルチーム級の実力を持つ。考えるよりも先に体が動き、誰とでも打ち解けやすい性格で女友達が多い。Aqoursの中では果南に並んで泳力に優れ、持久力では果南に譲るも瞬発力があり、短距離の競泳では上回る。父はフェリーの船長で、自身も将来は船長になりたいと思っている。制服系のコスプレに興味がある。
テレビアニメ
水泳部と掛け持ちでスクールアイドル部に2番目に加入。後に、千歌と梨子が親密になり、更に加入した6人も続々とその周りに集まっていったのを見て、次第に疎外感を感じるようになり、ついには「千歌は自分といるのが嫌なのではないか」と悩みを吐露するようになるが、それを聞いた鞠莉のアドバイスや千歌の本心を知っていた梨子の励ましによってその悩みを克服する。特技の裁縫はコスプレ趣味が長じたもので、Aqoursのステージ衣装の考案と仕立てを担当している。市街地の狩野川沿いにある自宅（在地のモデルは下河原町）からバスで通学している。
漫画
高飛び込みの全日本級選手であるものの、素行はあまり良くなく、たびたび教師から注意を受けている。自分がやりたい遊び（特に球技）が人数不足でできなかった幼少期の経験から、他者が人数が足りなくて困っている時は助っ人せずにはいられない。千歌のスクールアイドル活動に参加したのもその流れで、最初は助っ人としてではあるが4番目に加入し、水泳部を休会して千歌たちと活動を共にするため正式に加入。千歌、果南と幼馴染であることはG'sおよびアニメと変わらないが、部活が忙しいため3人一緒に遊ぶ機会は少なかった。

津島 善子（つしま よしこ）
声 - 小林愛香
高校1年生。一人称は「ヨハネ」または「私」。趣味は小悪魔ファッション、特技はゲームと魔法、好きな食べ物はチョコレートと苺、嫌いな食べ物はみかん。
都会の沼津出身。いわゆる中二病を患っており、小悪魔ファッションに身を包み、「堕天使ヨハネ」と自称し、ファンを「リトルデーモン」と呼んでいる。気が利いて頭もよいが、非常に運が悪く様々な場所で想定外のトラブルに見舞われる。一方、古風な自身の本名にコンプレックスを持っており、他人から本名で呼ばれると「善子いうな！」「ヨハネ（と呼んで）！」などと訂正するのが定番である。このやり取りは、演じる小林がイベントで用いるコール＆レスポンスにも用いられている。また、『スクスタ』版において、虹ヶ咲学園スクールアイドル同好会の中須かすみから「ヨハ子」（かすみは、他の1年生に対しても「子」を後ろに付けたあだ名で統一して呼んでいる）と呼ばれるが、それも駄目だと言う。
なお、「ヨハネ」の正式な綴りはラテン語で「Johannes」であるが、本作では一貫して「Yohane」とローマ字で表記されており、アイドル衣装にあしらわれる頭文字やユニット「わいわいわい」の由来なども、後者を基準としている。
テレビアニメ
小さいころから何をしてもうまくできないことばかりで、自分は「神が嫉妬した特別な存在」だと思うようになり、そこから堕天使を名乗るようになった。入学早々に中二病を交えた自己紹介が原因で高校デビューに失敗したと思い込み、不登校になる。その後、幼稚園の頃からの知り合いである花丸の説得で学校に通い始めるも、結局素が出て失敗しスクールアイドル部の部室に逃げ込む。千歌から生配信の評判と｢堕天使アイドル｣の前例の無さを見込まれ、人気が出ると言われてAqoursに誘われ一時参加。堕天使要素中心のPVを完成させるがダイヤに否定された上に結果もあまり出せなかったため、堕天使キャラのせいだと感じ堕天使もアイドルも辞める決意をするが、最終的には千歌たちから「堕天使を好きなら隠さず表現していい」と肯定された上で改めて勧誘され、Aqoursに6番目に加入した。当初は堕天使ヨハネを自称することに羞恥心を抱いていたものの、加入後は羞恥心を捨てた上で千歌の言葉の通り堕天使ヨハネを惜しみもなく自称するようになる。自宅は沼津駅に近い上土商店街と狩野川に挟まれた御成橋のたもとに実在するマンションがモデルである。教師職の母親（声 - 椎名へきる）は娘の趣味の事を放任しているが、よくは思っていない。
漫画
以前からスクールアイドルに興味を持っており、千歌にスクールアイドル部に初めて勧誘された際は「内浦でやっても観に来る人が誰もいない」という理由から断ったが、千歌が果南、梨子、曜をメンバーに入れて活動を本格的に始めたことを知り、参加しようとする。
スクスタ
Aqoursのみならず、μ’sやニジガクのメンバーからも本名で呼ばれている。

国木田 花丸（くにきだ はなまる）
声 - 高槻かなこ
高校1年生。一人称は「オラ」もしくは「マル」。「オラ」は東北地方出身の祖母からの影響。「マル」は演じる高槻がイベントで用いるコール＆レスポンスにも用いられている。趣味は読書、特技は独唱（聖歌隊所属）、好きな食べ物はみかんとあんこ、嫌いな食べ物は牛乳と、麺をすするのが苦手で、一緒に空気も吸ってしまってすぐお腹一杯になる麺類。練習時には犬の足跡マークが入った服を着用している。日常生活では眼鏡をかけていることがある。
地元で代々続く寺の娘で、言葉の語尾に「ずら」を付ける、いわゆる静岡弁を話す（必ず語尾に「ずら」を付ける訳ではなく、気を抜いた時に出る事が多い）。日本文学を愛読している。歌が得意なことから地元の聖歌隊に所属している。周囲の人に気を配る優しい性格だが何かと空回りしがち。目が回りやすいのが欠点。ルビィからは「マルちゃん」、善子からは「ずら丸」と呼ばれている。
テレビアニメ
実家が寺という環境下のため、いわゆる文明の利器に疎いところがあり、ノートパソコンや自動センサーなどの機械に触れると、その度に「未来ずら～！」と言いながら目を輝かせる。ルビィとは中学からの親友、善子が幼稚園時代からの幼なじみということになっている。ルビィを含めたAqoursのメンバーの多くからは「マルちゃん」ではなく、「花丸ちゃん」と呼ばれている（鞠莉は「花丸」、ダイヤは「花丸さん」、善子は「ずら丸」と呼んでいる）。親友のルビィのAqours加入の後押しをする一方、自らは体力面の自信のなさからルビィのスクールアイドル部への入部を見届けると一度は降りたが、千歌たちから改めて加入を説得され、5番目に加入 した。ルビィの影響でアイドルの知識もあり、μ'sの星空凛に興味がある。図書委員を兼任。善子本人がいくら訂正しても、善子を「善子ちゃん」と呼び、善子へのツッコミ役となることが多い。
漫画
学院の有名人である曜がスクールアイドルを始めると知り、友人のルビィと話題にする。

小原 鞠莉（おはら まり）
声 - 鈴木愛奈
高校3年生。一人称は「私」または「マリー」。趣味はスポーツと乗馬、特技は柔軟と歌、好きな食べ物はコーヒーとレモン、嫌いな食べ物は納豆とキムチ。英単語を交えた独特の喋り方をする事が多い。口癖は「シャイニー☆」で、演じる鈴木がイベントで用いるコール＆レスポンスにも用いられている。
ホテルチェーンを経営するイタリア系アメリカ人の父親を持つハーフの女子生徒。父の仕事の都合で沼津にやって来た。明るい性格で個人行動を好む反面、どんなことがあっても絶対にめげない性格で恐れを知らないチャレンジャー。千歌にたびたび勧誘を受けるも、好きな音楽はインダストリアル・メタル と正反対な音楽性のためあまり乗り気ではなかったが、仕方なく参加して徐々にであるが興味を示すようになる。
テレビアニメ
内浦で一番のホテル「ホテルオハラ」（モデルは淡島ホテル）の経営者の娘で、果南・ダイヤとは幼少時からの仲。浦の星女学院に1年生の時の在学時、当時の浦の星統廃合の危機を機に果南・ダイヤに誘われて共にスクールアイドル「Aqours」として活動し作曲を担当していたが、東京でのイベントで脚を負傷し、このままでは事故になりかねないと思った果南がわざと舞台で歌わなかったためにすれ違いが生じ、そして鞠莉の留学の話も聞いた果南とダイヤは彼女の将来を考えAqoursを解散したためそのまま留学した。それでもダイヤたちとのスクールアイドルの夢を諦めきれず、浦の星統廃合の危機とAqours結成の噂を聞き、小原家が学院に多額の寄付をしていることを利用して理事長兼生徒として3年生の時に再び浦の星へと転校した。千歌・曜・梨子で結成したスクールアイドルに対しライブで体育館を観客で満員にできたら部員が5人未満でも部として承認する一方で、逆に満員に出来なかった時は解散するよう条件を突きつけたが、見事に条件を果たしたことで部を承認し、さらには部室まで用意した。そして、メンバーが徐々に集まりつつあるのを見て自らもスクールアイドル活動を再開する決心をし、果南との和解を経て7番目に加入 した。また、加入以降は、千歌のことで思い悩む曜にアドバイスを送るなど良き先輩としての一面を見せた。Aqoursでの活動と併せて、理事長としても浦の星廃校を阻止しようと尽力していく。
漫画
第2巻終了時点で、目立つ動きはない。

黒澤 ルビィ（くろさわ るびぃ）
声 - 降幡愛
高校1年生。一人称は「私」または「ルビィ」。趣味はお洋服とお裁縫、特技は衣装選び、好きな食べ物はポテトフライとスイートポテト、嫌いな食べ物はわさび。口癖は「がんばルビィ！」で、演じる降幡がイベントで用いるコール＆レスポンスにも用いられている。
花丸の親友でダイヤの妹。男性恐怖症で父親以外の男性を苦手としている。泣き虫で臆病と姉とは正反対な性格であるが、芯は持っている。アイドルファンで生まれた頃からのアイドル好きを自称しており、アイドルになりたいという願望からスクールアイドルに参加した。その反面自他共に認めるドジっ子で、道で転びそうになる、食べているアイスを落とす、犬に吠えられるなど常に大変な目にあっており、そのことでダイヤによく怒られているが、反面では可愛がられる時もあるなど姉妹仲は良好である。親が非常に厳しく、テレビはNHKのニュース番組しか見ることができない。
テレビアニメ
「究極の人見知り」という設定になり、男女問わず初対面の人とうまくコミュニケーションを取れない人物として描かれている。第6話での描写から、両親はかなり寛容な人物とされる。また、千歌や花丸、善子と共に常識はずれな一面もあり、東京に行くことになった際は千歌と共に派手な格好に身を包んでいた。ダイヤが2年前の出来事を機にスクールアイドルを避けるようになったことから、自らもスクールアイドルになる夢を諦めかけていたが、それを見かねた花丸からの誘いで2人でスクールアイドル部に仮入部し、そこで花丸に後押しされる形でダイヤに自身の気持ちを打ち明け、その後は正式に入部して4番目に加入 した。そして、その際に千歌たちと共に花丸を説得し、彼女に入部を促した。また、ダイヤたちがスクールアイドルをしていた時のこともそれなりに気にし、千歌たちと共に詮索していたが、果南と鞠莉が加入を決意した後は千歌と共にダイヤに声を掛けてメンバーに迎え入れた。μ'sの小泉花陽に興味がある。ダイヤが2年前に「Aqours」として活動していた際に既に衣装を手伝っており、自身もAqours加入後は曜と同じく衣装作りに関わっている。自分と同じく2歳上の姉と共にSaint Snowとしてスクールアイドル活動をしている理亞に共感し、第2期後半以降、親交を結ぶようになる。
漫画
実家の客人に男がいるというだけで叫び逃げ出すほどの重度の男性恐怖症。花丸とともに東京へアイドルを観に行こうと画策する。

#### 学院関係者
よしみ、いつき、むつ
声 - 松田利冴（よしみ）、金元寿子（いつき）、芹澤優（むつ）
テレビアニメに登場。
千歌たちの同級生かつ友人。向かって右側の髪を結っている女子がよしみ、垂れ目の女子がいつき、カチューシャをしている女子がむつ。千歌に頼まれてからは率先してAqoursの手伝いを行っている。よしみの実家はみかん農家で、テレビアニメ第2期第3話では浦の星の近くの山まで引いてある農業用のモノレールを千歌達に貸している。
テレビアニメ第2期第7話では、上述の統廃合決定によって目標を見失いかけたAqoursに、「ラブライブ！」で優勝して「ラブライブ！」の歴史に浦の星女学院スクールアイドルAqoursの名前を永遠に残してきてほしいという激励の言葉を全校生徒たちと共にかけ、Aqoursの背中を押す。閉校祭では、風船で作ったゲートを見せてそれを空に飛ばすサプライズを行なった。
劇場版では、Aqoursの1・2年生メンバーとともに静真高校へ編入。隔離措置を撤回させるため、他の編入生や静真高校の一部の生徒達と共にAqoursを積極的にサポートする。

### 函館聖泉女子高等学院
鹿角姉妹が通う学校。北海道では最古の歴史を持つ函館のお嬢様女子校。東京における｢学習院｣のような由緒あるエリート校。制服は紺色を基調とし、ネクタイは赤色のクロスタイのようなものとなっている。ロケ地は「北海道函館西高等学校」である。

#### Saint Snow（セイント スノー）
テレビアニメ、スクフェスに登場。各メンバーの詳細なプロフィール、イメージカラーはSaint Snow#Saint Snowメンバー基本データ一覧を参照。
抜群の歌唱力と運動神経を持つ鹿角姉妹による北海道出身の2人組のスクールアイドル。シンボルマークは、姉妹で雪の日に探した、雪の結晶。A-RISEを目標としており、千歌達の強力なライバルとして登場する。
テレビアニメ第1期では、第7話でAqoursと初対面。スクールアイドルイベント「Tokyo School Idol World」で優勝を狙うがAqoursと共に入賞を逃した（結果は9位）。その後、第1期第12話でAqoursと再会した際には、その表情こそ平静を保っていたものの、自分たちと同様に予備予選を通過したAqoursに対してライバル心をむき出しにしている。当時は、「A-RISEのすごさと（自分たちとの）違いを理解するためには、勝ち続けて同じ景色を見るしかない」と考えており、何よりも「ラブライブ！」で勝つことに執着している節がある。その様子を見た果南には、「学校は救いたいけど、Saint Snowの2人みたいには思えない」「（Saint Snowの2人が）1年生の頃の私みたい」と評された。
テレビアニメ第2期では、夏決勝の「ラブライブ！」では、北海道地区予選をトップで通過し、決勝では8位入賞した。春決勝の「ラブライブ！」では、優勝候補と言われ秋の予備予選を突破するも、冬の北海道地区予選では本番で転倒するミスを犯してしまい敗退する。「ラブライブ！」はこの大会が最後となってしまったが、クリスマスイブのイベントでAqoursと共に合同ユニット・Saint Aqours Snowとして、大勢の観客の前でパフォーマンスを披露。グループとしての有終の美を飾った。正月には浦の星女学院まで来てAqoursに「ラブライブ！」優勝のための特訓を指導し、北海道に帰る際には2人で考えた練習メニューの紙を渡した。
実家は、雰囲気のある甘味処「菊泉」を経営。外観は函館元町の甘味処「茶房 菊泉」をモデルにしている。
鹿角 聖良（かづの せいら）
声 - 田野アサミ
高校3年生。口調が丁寧で優しい。Saint Snowの作詞・作曲を担当。将来は姉妹で家業を継いで暮らしていきたいと思っている。理亞と共に実家の店を給仕等の店員として手伝っており、「いらっしゃいませ」と来客を迎える挨拶は演じる田野がイベントで用いるコール＆レスポンスに用いられている。
テレビアニメ第1期では、AqoursのPVで彼女達に興味を持ちライバルとして意識していた。スクールアイドルイベントでAqoursと共に敗退したことで、Aqoursにμ'sのように「ラブライブ！」を目指しているなら諦めることを彼女達に勧めた一方で、どこかAqoursを高く評価しているところが見られる。
テレビアニメ第2期では、千歌とは電話で連絡しあう仲になっており、第2期第6話では、「生徒数のハンデ」 という不利な状況をどう打開するか悩む千歌にアドバイスを送るなど、ライバルでありながらAqoursを助けるなどの行動も見られるようになる。決勝進出を決めたAqoursが北海道地区予選のゲストに呼ばれた際、かつて失礼なことを言ったのを楽屋で謝罪した。北海道地区予選敗退後、妹の理亞がふさぎ込んでしまった事を気にかけていたが、理亞がAqoursの1年生メンバーたちの助力によって立ち直り、新たなスクールアイドルとして活動を続ける決意をしたことを喜ぶ。
劇場版では、卒業旅行で理亞と共に東京に来ており、千歌からのメールで内浦に寄り6人のAqoursのパフォーマンスを見て、「ラブライブ！」優勝時の9人のAqoursを100として今のAqoursは20程度と厳しく評価し、卒業した3年生3人の存在が大きく、それが故に今のAqoursが精神的に不安定になっていることを指摘した。また、理亞の新しいスクールアイドル活動が上手くいかない事を心配し、理亞を転校させてAqoursのメンバーに加入させてもらおうと3年生メンバーに相談するが、ルビィに反対される。
ブロッコリーが嫌いで、「Dazzling White Town」のMVで明確な描写がされている。
鹿角 理亞（かづの りあ）
声 - 佐藤日向
聖良の妹。高校1年生。姉とは対称的に口調はきつめで無愛想な振る舞いをするが、根はかなりの恥ずかしがり屋で、小さい頃から誰ともうまくコミュニケーションを取れない。ずば抜けた身体能力、特にジャンプ力を持っている。
テレビアニメ第1期では、スクールアイドルイベントで負けた悔しさから、Aqoursメンバーに「『ラブライブ！』は遊びじゃない！」と厳しく糾弾した。この台詞は演じる佐藤等がイベントで用いるコール＆レスポンスにも用いられる。
テレビアニメ第2期では、緊張から北海道地区予選で転倒するミスを犯してしまう。敗退後、一度はスクールアイドルをやめようとしたが、ルビィ・花丸・善子の助力によって、クリスマスイブのイベントでAqoursとの合同ユニット・Saint Aqours Snowとして「Awaken the power」を披露。ライブ終了後、Saint Snowとしての活動にピリオドを打ち、新しいスクールアイドルグループを結成して活動を続ける決意を聖良に宣言した。イベント参加の過程で、ルビィをはじめとするAqoursのメンバー（特に1年生の3人）とも打ち解け、笑顔を見せる場面も多くなった。また、ラジオ番組で宣伝後、同じ学校のクラスメイト2人から「Saint Snowは、私たちの誇りだよ」と言われた際には感極まって号泣した。
劇場版では、聖良が卒業のためにいなくなり、新たに何人かの生徒とスクールアイドル活動を始めようとするが上手くいかない上、第2期での予選敗退について未だに激しい自責の念に駆られていたが、聖良とルビィの励ましによって立ち直り再び活動に挑み始めた。

### 静真高等学校
劇場版に登場する、浦の星女学院の生徒（廃校時点での1・2年生）の編入先の高校。沼津市の中心地に所在する。多くの生徒を抱え大規模な校舎や講堂などを持つ。制服は青色のブレザーで、ネクタイは2年生は赤色のリボンタイプで、1年生は黄色のスカーフタイプとなっている。部活動に力を入れており、幾つもの部活が全国大会にも出場している県内有数の強豪校。それゆえに、部内がだらけたり対立が起きるなど、部活動への悪影響があるのではと懸念する一部の保護者の強い反対があり、元浦の星女学院の生徒を分校として一時的に廃校になった小学校を借りて隔離していたが、Aqoursや生徒たちの活躍もあって無事に編入が受け入れられた。
モデルは「沼津中央高等学校」である。
渡辺 月（わたなべ つき）
声 - 黒沢ともよ
劇場版に登場。曜のいとこで、高校2年生。静真高等学校の生徒会長。一人称は「ボク」で「よーろしく」が口癖。曜と同じく制服が大好き。キャップにセミショートの髪を入れるとボーイッシュな雰囲気で、千歌と梨子、1年生3人は曜と気さくに話す姿を見て、最初は彼氏と勘違いした。生徒会長として統合問題をどうするか曜の相談を受け、部活動報告会にAqoursのライブをセッティングした。幼い頃にイタリアに住んでいた経験があり、ガイド役も兼ねてAqoursのイタリア旅行に同行した。その後も、ライブ配信の撮影やラブライブ決勝戦延長戦でのMCをはじめ、Aqoursのライブのサポートを積極的に行い、そのライブの凄さに感激している。
女子生徒
声 - 林鼓子、田口乙葉
高校1年生。善子とは同じ中学の出身の元同級生達で、善子の動画共有サービスでの配信を視聴しているファンでもある。月の呼びかけに応じAqoursのサポートに参加する。

### Aqoursメンバーの親族
鞠莉の母
声 - 矢島晶子
第2期第10話の回想シーンと劇場版に登場。
劇場版では卒業旅行でイタリアに行き、行方不明になった娘の鞠莉、果南とダイヤを探してもらおうとイタリアの旅の費用を全額持ち、見つけた際の金一封を提示して千歌たちに頼る。だが行方不明の原因は、鞠莉が留学を切り上げて浦の星に戻った事に不満を持ち、高校卒業を機に鞠莉を結婚させる縁談を強引に進めようとする母と、それを拒否する鞠莉との対立があった。また幼い頃に親の目を盗んで鞠莉を連れ回し、自由奔放な性格を形成させた果南とダイヤの事をあまりよく思っておらず、果南を「ハグー（イタリアのたずね人ポスターでの表記は「Hug-」）」、ダイヤを「デスワー（イタリアのたずね人ポスターでの表記は「Deathwar∼」）」呼ばわりしている。更にスクールアイドル活動も否定的な考え方であったが、スペイン広場でのライブを見て、無言ではあったが一定の理解を示す素振りを見せ、沼津のライブ会場にも姿を見せた。ピアノを弾きこなし、ヘリコプターに乗って登場したり大量のコインチョコを降らせるなど、派手な演出やパフォーマンスを好む。鞠莉がハーフという設定のため日本人だが、鞠莉同様に金髪翠眼。基本的に敬語で話し、鞠莉と同じく英単語を交え独特な喋り方をすることが多い。
鞠莉の父
第2期第10話の回想シーンに登場。
イタリア系アメリカ人で、現在はアメリカにいる。内浦で一番のホテル「ホテルオハラ」の経営者で、浦の星女学院に対する実質的な決定権を持つ人物。鞠莉を希望通りに浦の星に帰し理事長に就けた事や鞠莉の母の言葉からも鞠莉に寛容な姿勢であることが窺える。

## 読者参加企画

### ユニット
本作品に登場するスクールアイドルグループのうち、ヒロイン全員による「Aqours（アクア）」、3人ずつで構成されるトリオユニット「CYaRon!（シャロン）」「AZALEA（アゼリア）」「Guilty Kiss（ギルティ・キス）」のグループ・ユニット名 は、いずれもユーザーからの公募で決定されている他、トリオユニットのメンバー構成は製作側が提示した5つの構成案から、ユーザーによる投票で最多得票のものが選ばれている（下表参照）。各グループ・ユニットのメンバー構成や発表楽曲は、「Aqours」を参照。
また、ウェブラジオ番組『ラブライブ！サンシャイン!! Aqours浦の星女学院RADIO!!!』における、演者によるパーソナリティユニットについても合わせて記載する。こちらはキャラクターとしてのAqoursは無関係である。
| ユニット名   | グループ（ユニット）名考案 | ユニット名決定時期 | ユニット名募集時期                                                       | 選出方法                                           | メンバー構成投票時期     |
| ------------ | -------------------------- | ------------------ | ------------------------------------------------------------------------ | -------------------------------------------------- | ------------------------ |
| Aqours       | ミケ猫                     | 2015年6月27日      | 一次選考：2015年4月30日 - 5月11日 二次選考：2015年6月1日 - 2015年6月11日 | 一次選考：G's編集部による選考 二次選考：ファン投票 | -                        |
| CYaRon!      | にこっぱな？               | 2016年3月28日      | 一次選考：2015年11月30日 - 12月18日 二次選考：2016年2月1日 - 10日        | 一次選考：G's編集部による選考 二次選考：ファン投票 | 2015年10月30日 - 11月9日 |
| AZALEA       | のりしお                   | 2016年3月28日      | 一次選考：2015年11月30日 - 12月18日 二次選考：2016年2月1日 - 10日        | 一次選考：G's編集部による選考 二次選考：ファン投票 | 2015年10月30日 - 11月9日 |
| Guilty Kiss  | 雪乃                       | 2016年3月28日      | 一次選考：2015年11月30日 - 12月18日 二次選考：2016年2月1日 - 10日        | 一次選考：G's編集部による選考 二次選考：ファン投票 | 2015年10月30日 - 11月9日 |
| ぐ～りんぱ   | はな                       | 2016年4月5日       | 不明                                                                     | 不明                                               | 不明                     |
| わいわいわい | サイコミュおじさん         | 2018年3月28日      | 不明                                                                     | 不明                                               | 不明                     |

### 投票企画
ここでは、ユーザー投票によって決定したダンスフォーメーションでの配置やイメージガール等について記述する。空欄は発表なし。
| ヒロイン                                                 | 高海千歌                               | 桜内梨子                       | 松浦果南                         | 黒澤ダイヤ                             | 渡辺曜                         | 津島善子                               | 国木田花丸               | 小原鞠莉                         | 黒澤ルビィ                |
| -------------------------------------------------------- | -------------------------------------- | ------------------------------ | -------------------------------- | -------------------------------------- | ------------------------------ | -------------------------------------- | ------------------------ | -------------------------------- | ------------------------- |
| 第1回総選挙                                              | 6位                                    | 3位                            | 9位                              | 7位                                    | 1位                            | 4位                                    | 5位                      | 8位                              | 2位                       |
| 第2回総選挙                                              | 6位                                    | 4位                            | 1位                              | 7位                                    | 5位                            | 2位                                    | 3位                      | 8位                              | 9位                       |
| 第3回総選挙                                              | 8位                                    | 5位                            | 9位                              | 6位                                    | 7位                            | 2位                                    | 1位                      | 4位                              | 3位                       |
| ヒロイン                                                 | 高海千歌                               | 桜内梨子                       | 松浦果南                         | 黒澤ダイヤ                             | 渡辺曜                         | 津島善子                               | 国木田花丸               | 小原鞠莉                         | 黒澤ルビィ                |
| ゲーマーズ沼津店Aqours看板娘総選挙                       | 6位                                    | 5位                            | 7位                              | 8位                                    | 2位                            | 1位                                    | 3位                      | 9位                              | 4位                       |
| セブン-イレブンイメージガール決定投票                    |                                        | 1位                            |                                  |                                        | 2位                            |                                        | 3位                      |                                  |                           |
| Aqoursといっしょ♪冬休み大作戦！                          |                                        |                                | 3位                              |                                        | 1位                            |                                        | 2位                      |                                  |                           |
| 第1回パーソナリティ総選挙                                | ぐ～りんぱ                             |                                |                                  | ぐ～りんぱ                             |                                | ぐ～りんぱ                             |                          |                                  |                           |
| 第1回カバーガール総選挙                                  |                                        |                                |                                  |                                        |                                |                                        | 1位                      |                                  |                           |
| リスアニガール総選挙                                     | 3位                                    |                                | 2位                              |                                        | 1位                            |                                        |                          |                                  |                           |
| 2代目セガスタッフイメージガール決定戦                    | 2位                                    |                                |                                  |                                        |                                | 3位                                    | 1位                      |                                  |                           |
| スクフェス5thアニバーサリー キャンペーンガール27人総選挙 |                                        | 3位                            |                                  |                                        |                                | 1位                                    |                          | 2位                              |                           |
| 第2回パーソナリティ総選挙                                |                                        |                                |                                  |                                        | わいわいわい                   | わいわいわい                           |                          |                                  | わいわいわい              |
| 3号連続カバーガール総選挙PART1                           |                                        |                                |                                  | 1位                                    | 2位                            |                                        | 5位                      | 3位                              | 4位                       |
| 3号連続カバーガール総選挙PART2                           |                                        | 1位                            |                                  |                                        |                                | 1位                                    |                          |                                  |                           |
| 3号連続カバーガール総選挙PART3                           |                                        |                                | 2位                              |                                        | 1位                            | 3位                                    |                          |                                  |                           |
| スクフェスクリスマスガール総選挙                         |                                        |                                |                                  |                                        | 3位                            |                                        | 2位                      |                                  | 1位                       |
| ヒロイン                                                 | 高海千歌                               | 桜内梨子                       | 松浦果南                         | 黒澤ダイヤ                             | 渡辺曜                         | 津島善子                               | 国木田花丸               | 小原鞠莉                         | 黒澤ルビィ                |
| トリオユニット                                           | CYaRon!                                | Guilty Kiss                    | AZALEA                           | AZALEA                                 | CYaRon!                        | Guilty Kiss                            | AZALEA                   | Guilty Kiss                      | CYaRon!                   |
| WORLDイメージガール総選挙                                | 台湾                                   | ドイツ                         | オーストラリア                   | シンガポール                           | 中国                           | イギリス                               | タイ                     | アメリカ                         | 韓国                      |
| デュオトリオ(Summer)                                     | トワイライト タイガー                  | ハリケーン ブロッサム          | トワイライト タイガー            | インフェルノ フェニックス              | ユニコーン ブリザード          | ユニコーン ブリザード                  | ハリケーン ブロッサム    | ハリケーン ブロッサム            | インフェルノ フェニックス |
| デュオトリオ(Winter)                                     | 天下無双 アンリミテッド ファンタジスタ | 百花繚乱 ダンシング フェアリー | 星河一天 スターダスト オーシャン | 天下無双 アンリミテッド ファンタジスタ | 百花繚乱 ダンシング フェアリー | 天下無双 アンリミテッド ファンタジスタ | 純情可憐 エンジェル キス | 星河一天 スターダスト オーシャン | 純情可憐 エンジェル キス  |
| ヒロイン                                                 | 高海千歌                               | 桜内梨子                       | 松浦果南                         | 黒澤ダイヤ                             | 渡辺曜                         | 津島善子                               | 国木田花丸               | 小原鞠莉                         | 黒澤ルビィ                |

## 漫画
下記の他、公式のコミックアンソロジーシリーズがKADOKAWAから発刊されている。

### ラブライブ！サンシャイン!!
『電撃G's magazine』2016年5月号から連載開始。作画は、『無印』の「School idol diary」シリーズのコミカライズを担当した、おだまさる。Aqoursのメンバー加入順やμ’sの初期メンバー人数、浦女の廃校状況など、本作のテレビアニメ版や漫画版『無印』と設定が繋がっていない。
しばしば休載しており、2018年4月号掲載の第15話後編を最後に長期休載となっている。

#### あらすじ
私立浦の星女学院に通う高海千歌は、「ラブライブ!」初代優勝グループであるμ’sに憧れ、幼馴染である松浦果南を誘い、スクールアイドル活動を始める。時を同じくして、μ’sの出身校・音ノ木坂女学院から浦女に編入した桜内梨子は、東京と内浦のギャップに不安を感じながらも、内浦の自然や偶然出会った千歌に魅了される。千歌は、既に廃校が決定している 浦女の中で、どのようにすればμ’sのようになれるのか首を傾げつつ、勧誘活動を始めるが、周囲の反応は冷たい。筆頭候補である梨子も、どこか遠慮がちなままであることに着目した千歌は、近く行われる内浦子供浜祭りに梨子を誘うことを決める。（第1巻）
生来の内気な性格から、浦女の同級生から逃げてしまうことに自己嫌悪する梨子は、千歌に誘われて子供浜祭りに参加する。そこで内浦の現況を知った梨子は、千歌を助ける気持ちで、アイ活に参加することを決意する。時が移り大型連休前の放課後、千歌と梨子が音楽室で練習をしていると、同級生の渡辺曜が現れる。高飛び込みの選手である曜は、体育祭の準備で忙しい果南のピンチヒッターとして千歌たちに加わる。当初はアイ活と高飛び込みの練習を両立させていた曜だが、次第にスクールアイドルの楽しさに心奪われ、高飛び込みのスクールを休会、本格的に千歌たちの仲間になることを決意する。（第2巻）
曜が4人目のメンバーとはなったものの、未だ部としては成り立たないアイドル部。そんな彼女らを見つめる女生徒たちの一人・国木田花丸は、アイドル好きの友人・黒澤ルビィに部の存在を教えようとする。ルビィはアイドルにはなりたいものの、生まれ育った環境や自分の容姿、そして大の男性恐怖症であることから、なかなか一歩を踏み出せずにいた。そんなルビィだったが、意を決して花丸を誘い、大型連休に東京へ行き、アイドルを観に行こうと提案する。一方、二人のクラスメイトである津島善子は、以前千歌から誘われたアイドル部が思いの外継続し、人気者である曜まで参加していると知り、改めて自分から声をかけようとするも、不運体質と高飛車な振る舞いなせいで失敗してしまう。思い通りにならない一年生たちとは裏腹に、時は順調に進み、世間は大型連休へと突入した。（第3巻）

#### 書誌情報
- 公野櫻子（原作）・おだまさる（作画）・室田雄平（キャラクターデザイン） 『ラブライブ！サンシャイン!!』 KADOKAWA〈電撃コミックスNEXT〉、既刊3巻（2018年3月27日現在）
  1. 2016年9月27日発売、ISBN 978-4-04-892433-7
  2. 2017年7月27日発売、ISBN 978-4-04-892851-9
  3. 2018年3月27日発売、ISBN 978-4-04-893735-1

### ラブライブ！サンシャイン!! マルのヨンコマ
『電撃G's magazine』2015年10月号より連載。作画は竹ノ内トシオ。略称は「マルヨン」。当初は本作の本記事最後にカラーで4コマ2本、もしくは8コマ漫画として掲載されていたが、2017年5月号からモノクロページで、4コマ漫画では描ききれなかった短編漫画の連載も開始した。モノクロ版は2019年1月号を最後に、長期休載となった。
Aqoursの広報活動の一環として漫画を描くことになった花丸を中心に、Aqoursの日常を断片的に描いた作品。

#### 書誌情報（マルヨン）
- 公野櫻子（原作）・竹ノ内トシオ（作画）・室田雄平（キャラクターデザイン） 『ラブライブ！サンシャイン!! マルのヨンコマ』 KADOKAWA〈電撃コミックスEX〉、既刊2巻（2021年11月03日現在）
  1. 2018年3月10日発売、ISBN 978-4-04-893636-1
  2. 2019年3月25日発売、ISBN 978-4-04-912433-0

### ラブライブ！サンシャイン!! コミックアンソロジー 〜中音ナタ4コマ劇場〜
『電撃G's magazine.com』で2018年4月8日から連載開始。作画は、前述のアンソロジーシリーズに掲載経験のある、中音ナタ。

### ラブライブ！サンシャイン!! School idol diary
『電撃G'sコミック』2018年10月号より連載。作画はおだまさる。
テレビアニメ版のBDソフトの特典冊子に収録された同名の小説シリーズ（文・公野櫻子）を原作とした、前述の『G's magazine』連載の漫画版のスピンオフ作品である。

#### 書誌情報（Sid）
- 公野櫻子（原作）・おだまさる（作画）・室田雄平（キャラクターデザイン） 『ラブライブ！サンシャイン!! School idol diary』 KADOKAWA〈電撃コミックスNEXT〉、既刊2巻（2020年1月27日現在）
  1. 2018年12月27日発売、ISBN 978-4-04-912229-9
  2. 2020年1月27日発売、ISBN 978-4-04-912991-5

## アニメ

### PV
CDに付属するDVDに収録されたPVは、2D作画と3DCGの合成アニメーションとなっている。5 - 6分程度の短いアニメに通常の30分作品以上の予算と手間がかけられており、2Dと3Dを高いレベルで融合させた高品質なものに仕上がっている。また、このPVでキャラクターたちが披露するダンスをライブイベントのステージ上で担当声優たち自身が実演し、楽曲ごとに異なる各キャラクターのポジションやフォーメーションをも含め、ほぼ完全に再現する点が見どころになっている。生身では困難とも思えるアニメ劇中の動きを実現させるため、演者たちには一般的なライブ以上に密度の濃い特訓が課せられることもあるという。
1. 君のこころは輝いてるかい？
2. 恋になりたいAQUARIUM
3. HAPPY PARTY TRAIN
4. 未体験HORIZON
5. smile smile ship Start!

### テレビアニメ
テレビアニメ『ラブライブ！サンシャイン!!』は、TOKYO MXほかにて、第1期が2016年7月から9月にかけて、第2期が2017年10月から12月にかけて放送された。

### 劇場アニメ
映画『ラブライブ!サンシャイン!! The School Idol Movie Over the Rainbow』は、テレビアニメ第2期の続編として、2019年1月4日に公開された。

## ゲーム

### アプリゲーム
ラブライブ！スクールアイドルフェスティバル
ブシロードのスマートフォン向けアプリケーションゲーム「ブシモ」の1つとして配信されたリズム & アドベンチャー。2016年7月からAqoursが登場。
ぷちぐるラブライブ!
ポケラボより2018年4月24日から2019年5月31日まで配信されていた、「ぷちぐる」が元になったぬいぐるみタップパズル。Aqoursの他、Saint Snowの2人も登場する。
ラブライブ! スクールアイドルフェスティバル ALL STARS
2019年9月26日リリースのアプリゲーム。

### アーケードゲーム
ラブライブ！スクールアイドルフェスティバル ～after school ACTIVITY～ Next Stage
2018年12月6日稼働開始。スクフェスシリーズの一つであるリズムゲーム。

### トレーディングカードゲーム
ラブライブ! スクールアイドルコレクション
スクフェスシリーズの一つであるTCG。『サンシャイン!!』は2016年10月21日発売のセットから参戦。

## 4月1日特別映像

### シーラカンス！サンシャイン!!
『シーラカンス！サンシャイン!!』は、2017年4月1日にエイプリルフールネタとして配信された実写映像化と題された人形劇動画。
4月1日特別映像スタッフ
- 脚本 - 子安秀明
- 絵コンテ - 依田伸隆
- 人形劇演出 - スタジオ・ノーヴァ（福村智明）
- 人形デザイン・美術 - スタジオ・ノーヴァ（城田雅子）
- 舞台装置 - 人形劇団プーク
- 人形操作 - 人形劇団プーク、人形劇団ひとみ座
- 映像演出・編集・VFX - 10GAUGE
- 製作 - 2016プロジェクトラブライブ！サンシャイン!!（サンライズ、バンダイビジュアル、ランティス、ブシロード、KADOKAWA アスキー・メディアワークス）

エンディングテーマ
「ユメ語るよりユメ歌おう」

### シャゼリア☆キッス
『シャゼリア☆キッス』は、2020年4月1日にエイプリルフールネタとして配信されたアニメ。
4月1日特別映像スタッフ
- 絵コンテ - 島本和彦
- ナレーション - 千葉繁
- 編集 - 坂本渉太

## コラボレーション
本作品において、舞台となった沼津市の地元企業と、西伊豆地方に進出している関東大手私鉄系列企業を中心としたコラボレーション企画が多数実施されている。
他のラブライブ!シリーズ作品と合同でのコラボレーションは、ラブライブ!シリーズ#コラボレーションを参照。

### 西武グループ
西武グループ（西武ホールディングス）は伊豆箱根鉄道が協賛したのを皮切りに、西武鉄道含む計5社が参加。

#### 伊豆箱根鉄道グループ
- 伊豆箱根鉄道
  - 2016年4月27日より、駿豆線にて本作のラッピング電車（3000系）の運行を開始[42]。当初は同年7月までの予定であったが延長し[43]、2017年3月末までの運行となっていたがさらに延長し[44]、ラッピング電車を増やした。Bトレインショーティーも発売された[注 30]。2018年3月にも第2弾が発売された[48]。さらに、鉄コレでの製品化も決定している。
  - 第1編成（3501編成）については、装飾シールの劣化に伴い、定期検査直前の2018年3月25日をもって運行終了[49]、同年4月1日には修善寺駅において開催された「いずっぱこスプリングフェスタwithスイーツフェア いこうよ!修善寺!!」で、第2編成と並んで車両展示を実施している[50][51]。
  - 第2編成（3506編成）においては、登場人物の誕生日に合わせたバースデーヘッドマークが9枚用意され、誕生日前後に掲示している[52]。2018年4月1日にはラッピング1周年記念としてヘッドマーク掲示（終了日未定）[53]。
  - 第3編成は7000系電車・第2編成が用いられ、劇場版公開に合わせて2018年12月13日より運行を開始。当初は2020年をもって終了する予定で、ラストランヘッドマークを付けていたが、新型コロナウイルス感染症の影響で延期を重ねた末、Aqours結成5周年ヘッドマークの取り付け発表をもって事実上撤回された。同時に三島駅駿豆線ホームにおいて、劇中曲「HAPPY PARTY TRAIN」が発車予告音に採用された。但し、通勤通学時間帯を避けて午前10時から午後3時までの時間に駿豆線ホームから発着する普通列車に限定して使用される[54][注 31]。
  - 伊豆長岡駅も景観条例に抵触している為、2018年3月30日に新装飾になり[55]、同年4月1日から発売の駿豆線1日乗り放題乗車券「HAPPY PARTY TRAIN 旅助け」デザインも伊豆長岡駅と同じデザインとなっている[56]。

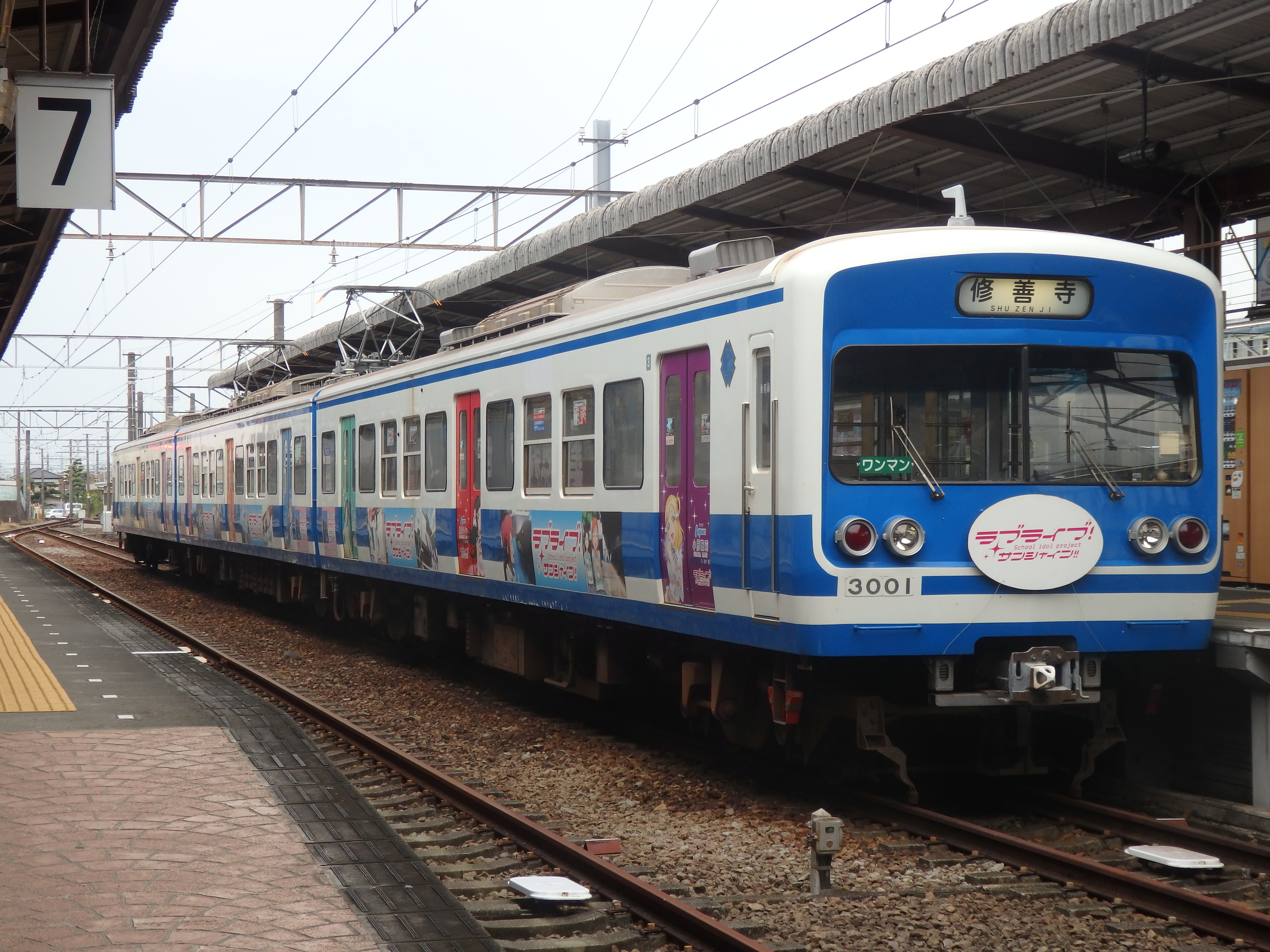
伊豆箱根鉄道駿豆線のラッピング車両 大場工場所属3000系第1編成
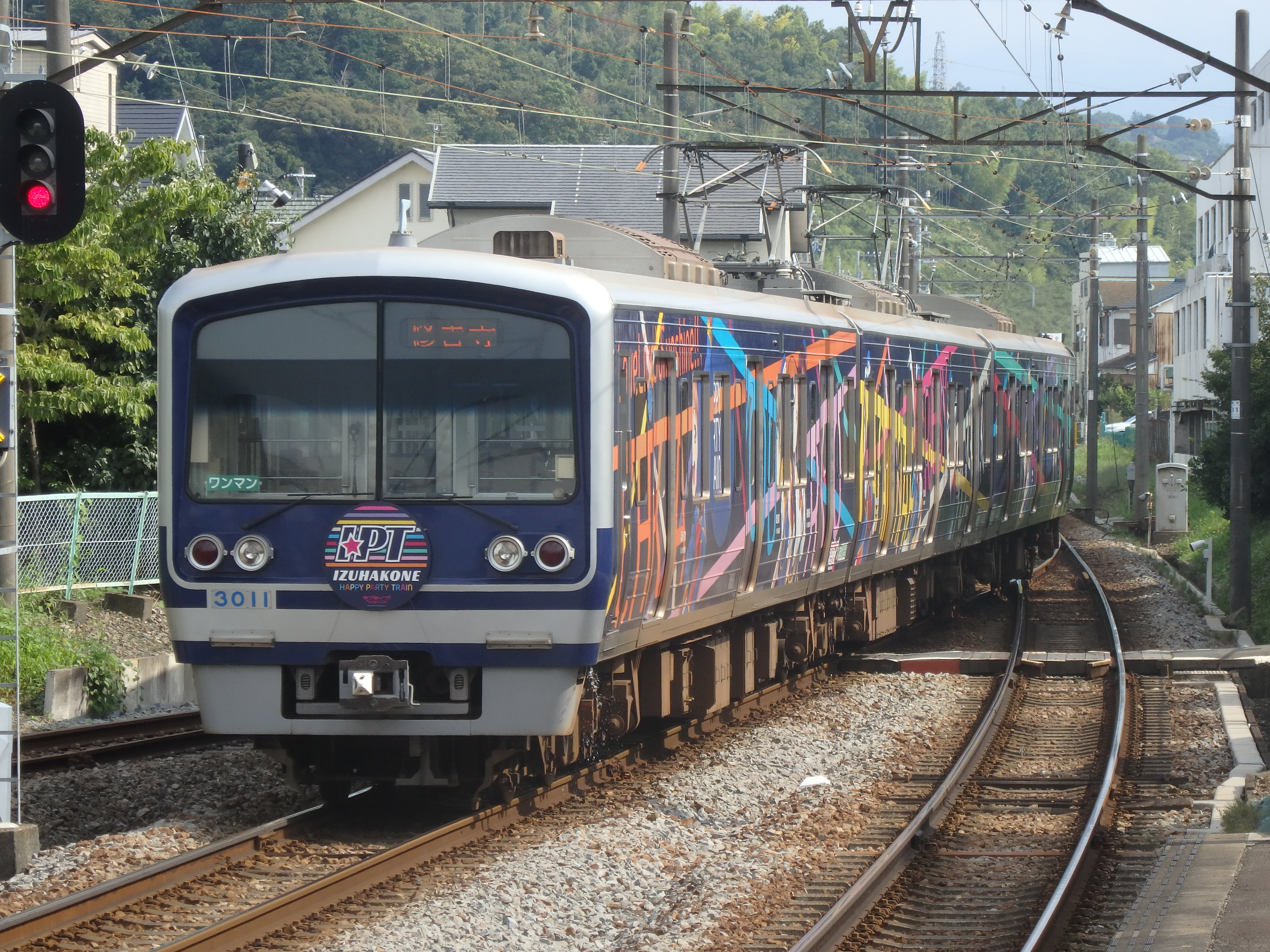
伊豆箱根鉄道駿豆線のラッピング車両 大場工場所属3000系第6編成
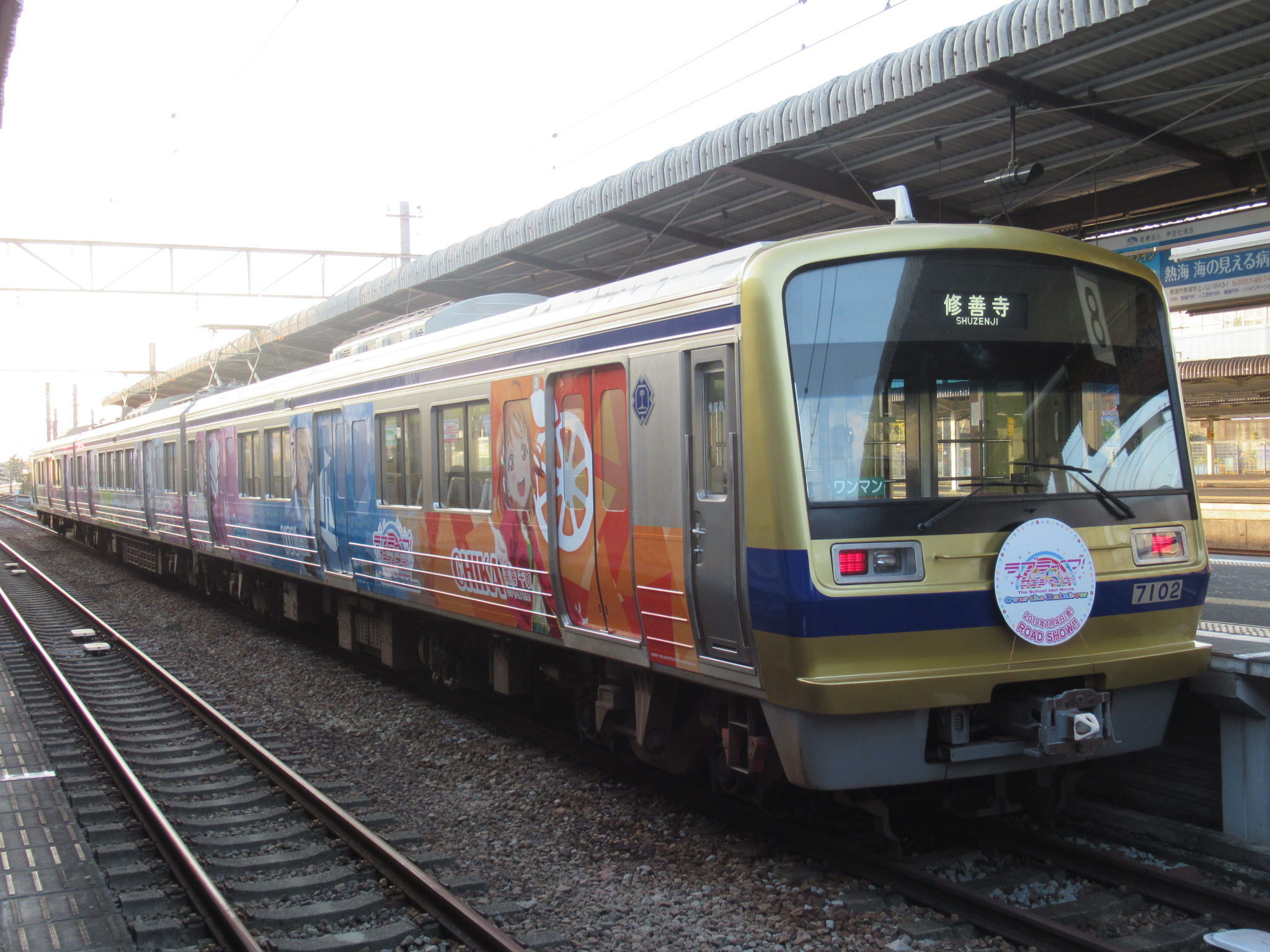
伊豆箱根鉄道駿豆線のラッピング車両 大場工場所属7000系第2編成

- 伊豆・三津シーパラダイス
  - 2ndシングル発売時に登場し、園内装飾なども行われており、マスコットキャラクターの「うちっちー」は作品のイベントに度々登場している。
  - 前述の伊豆箱根鉄道と連携し、2016年7月16日に同施設の入場券セットと「記念乗車券の駅発売」が開始され完売[57] したが、2017年11月3日より再発売されている[58]。また、2017年12月には「ラブライブ! スクールアイドルフェスティバル」とのコラボイベントも実施されている。
- 伊豆箱根バス
  - 2016年7月9日より、本作のラッピングバスを運行開始[59]。同年8月1日にはバス車内で「Aqours」メンバー9名でのアナウンスが開始され[60]、同月6日には増便もされている[61]。当初は伊豆長岡駅と伊豆・三津シーパラダイスを結ぶ路線を中心に運行していたが、2018年10月1日のダイヤ改正で沼津駅 - 沼津港循環を中心に運行している。
  - 2017年7月より、同じ西武グループの西武バス所沢営業所にて、所沢市コミュニティバス「ところバス」として使用していた車両を用いた2号車も登場。こちらは沼津駅 - 伊豆長岡駅線を中心に運行されている。
  - 2018年9月15日より、3台目の運行を開始。1号車と同じ伊豆長岡駅 - 伊豆・三津シーパラダイス線にて運行している[62]。
  - 2019年には、西武観光バス（秩父営業所）からの移籍車を用いた4台目の運行を開始。主に沼津港循環で、土休日には沼10系統・沼津駅 - 沼津港 - 伊豆・三津シーパラダイス線で運行されている。
  - 3号車と4号車は、バスコレでの製品化が決定している。

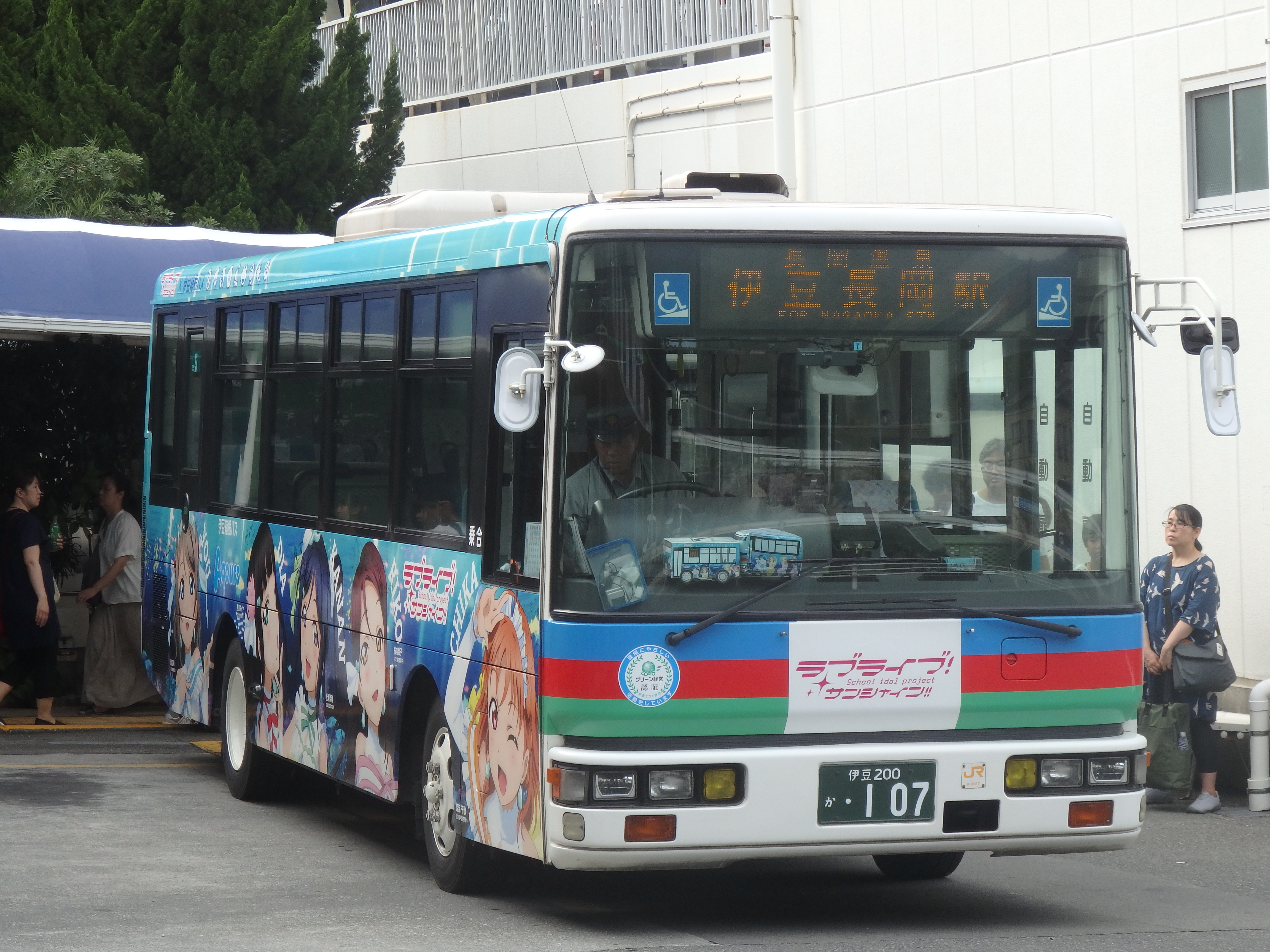
伊豆箱根バスのラッピングバス1号車 三島営業所所属 日産・スペースランナー
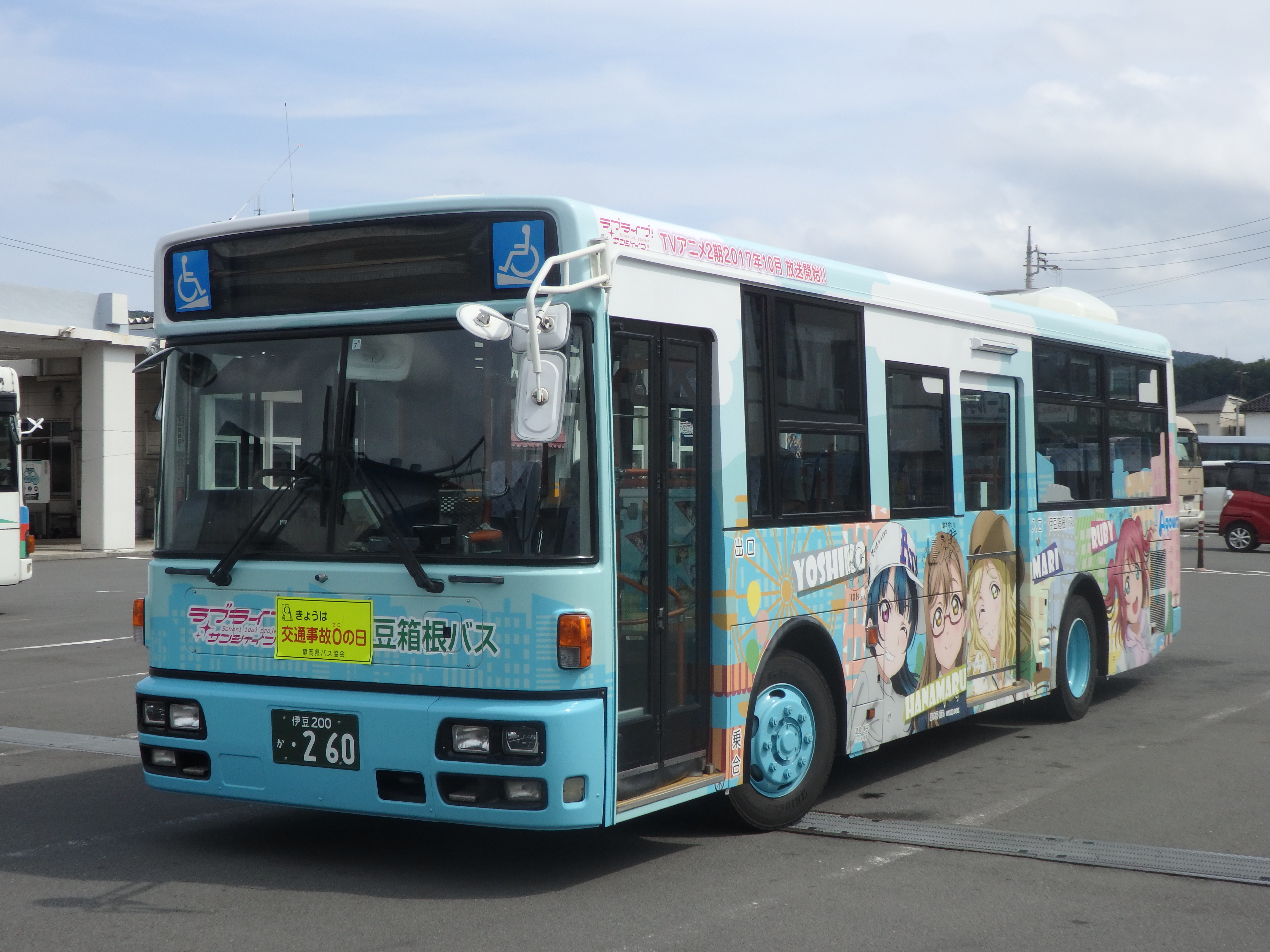
伊豆箱根バスのラッピングバス2号車 三島営業所所属 日産・スペースランナー 元西武バス所沢営業所 ところバス専用車

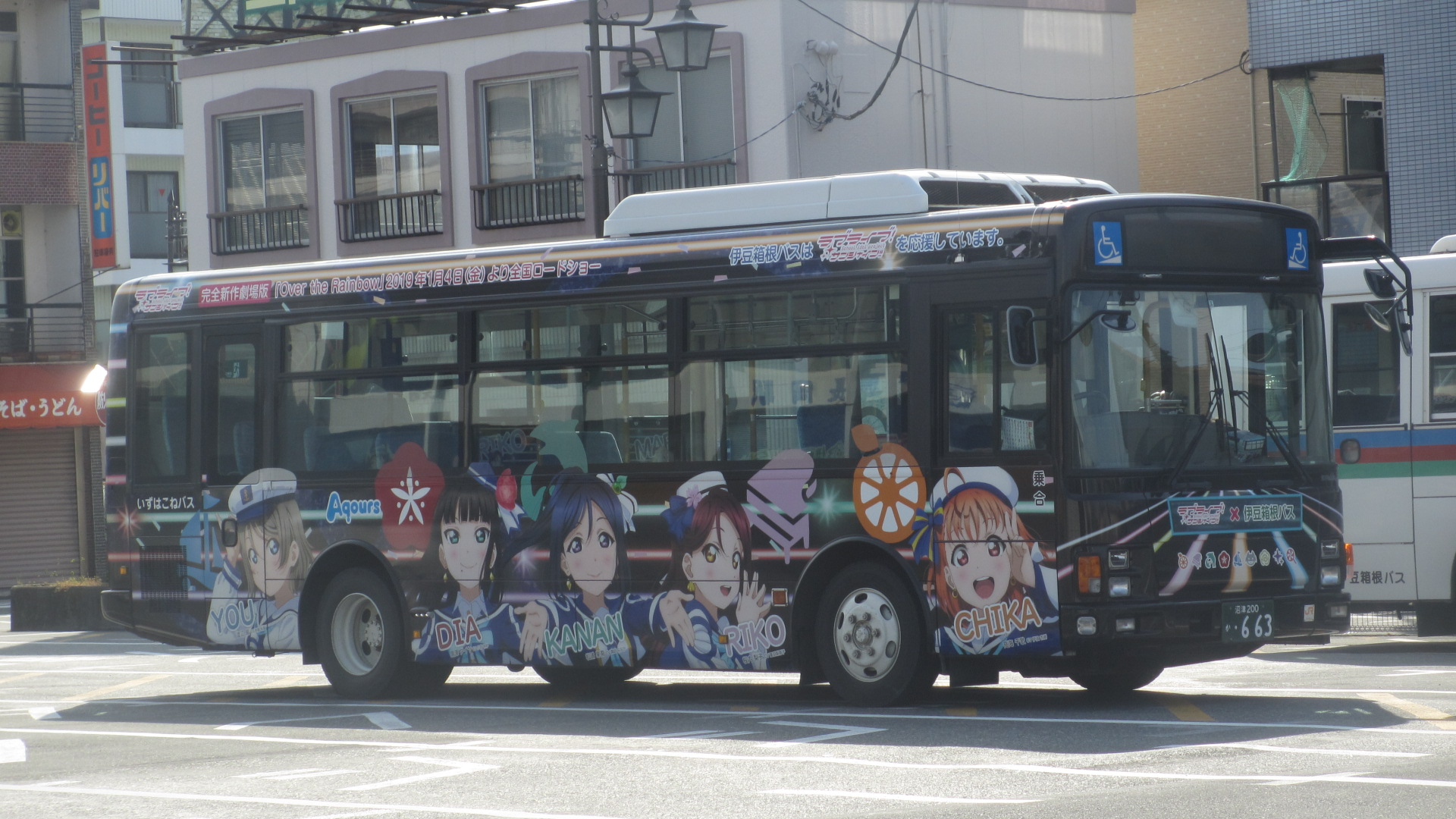
伊豆箱根バスのラッピングバス3号車 三島営業所所属 いすゞ・エルガミオ
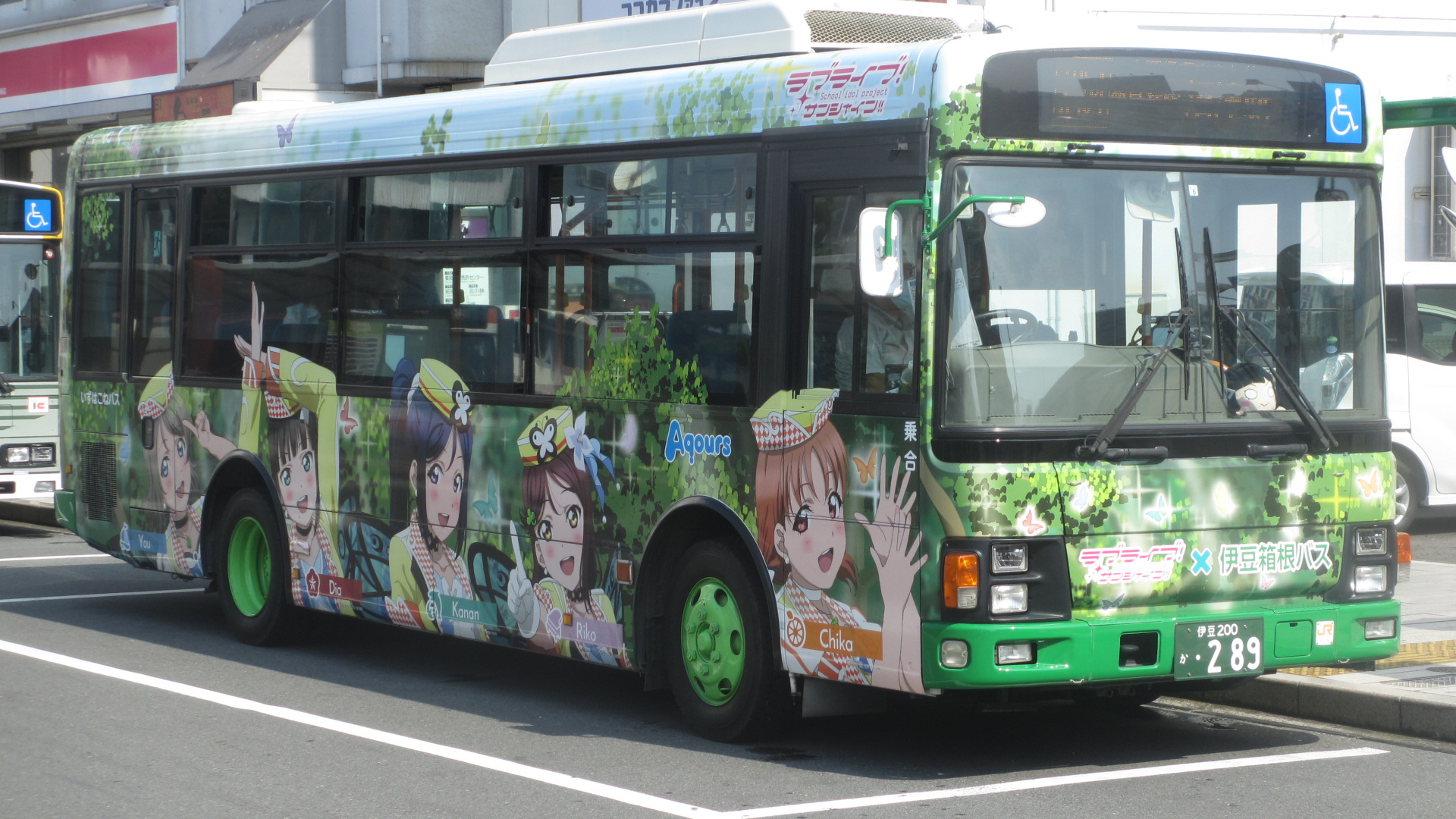
伊豆箱根バスのラッピングバス4号車 三島営業所所属 いすゞ・エルガミオ 元西武観光バス秩父営業所

- 伊豆箱根タクシー
  - バスと同日の2016年7月9日より、本作のラッピングタクシーの運行を開始。9人のメンバーが1台に1名ずつ、計9台が運行中[63]。ラッピングは1度更新されている。

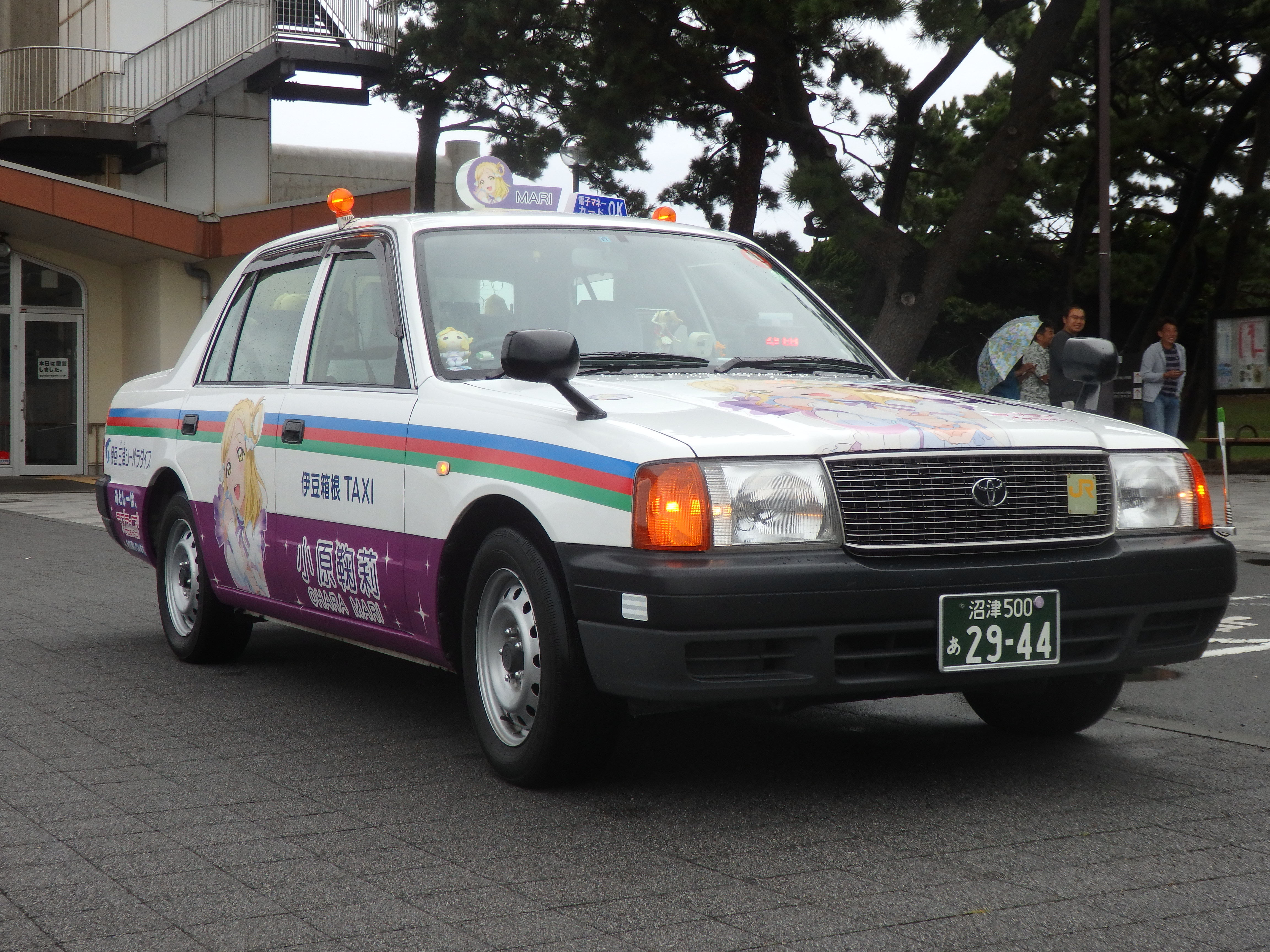
伊豆箱根交通沼津営業所所属車
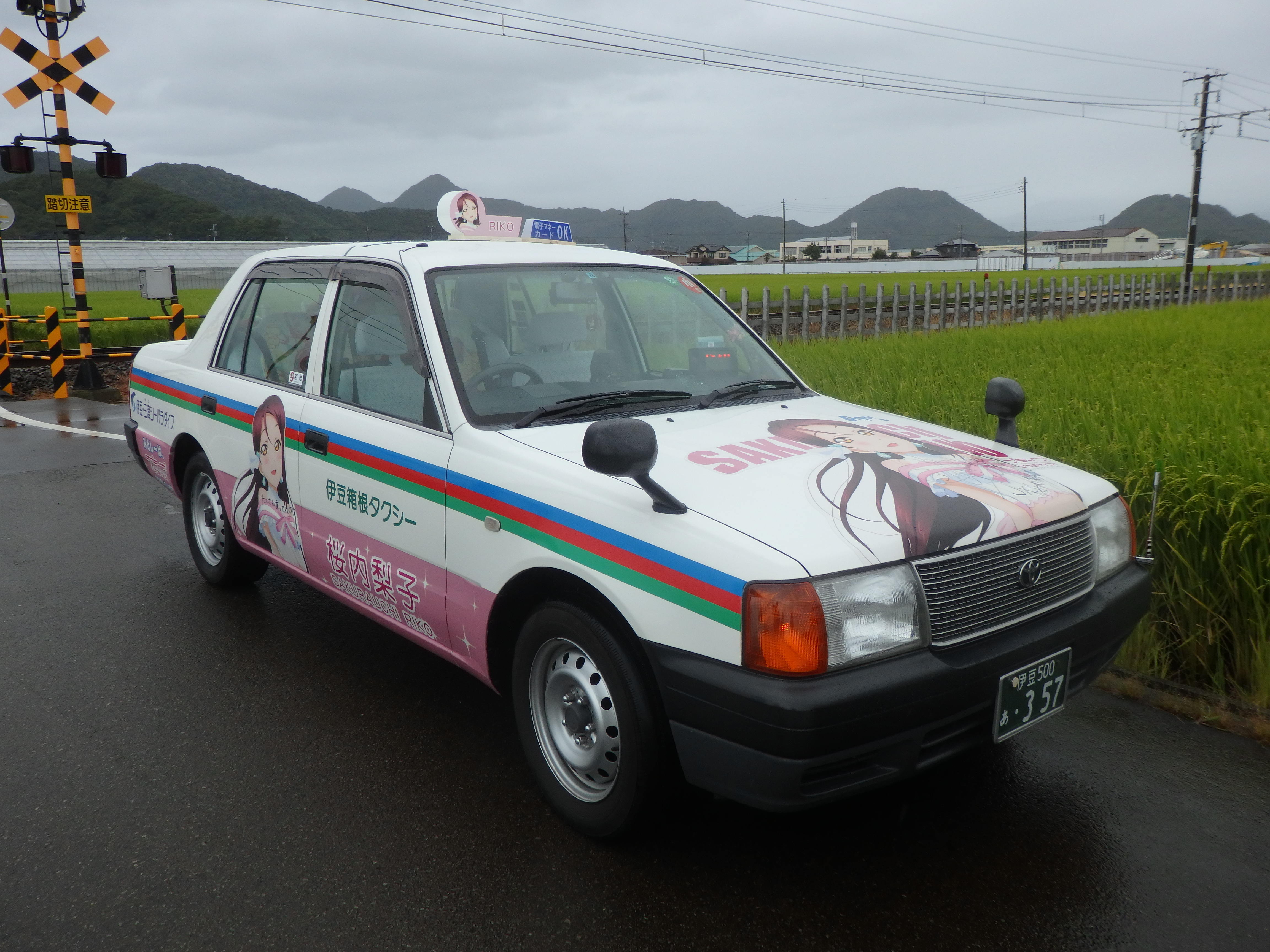
伊豆箱根タクシー長岡営業所所属車

#### その他 グループ企業
- 西武鉄道

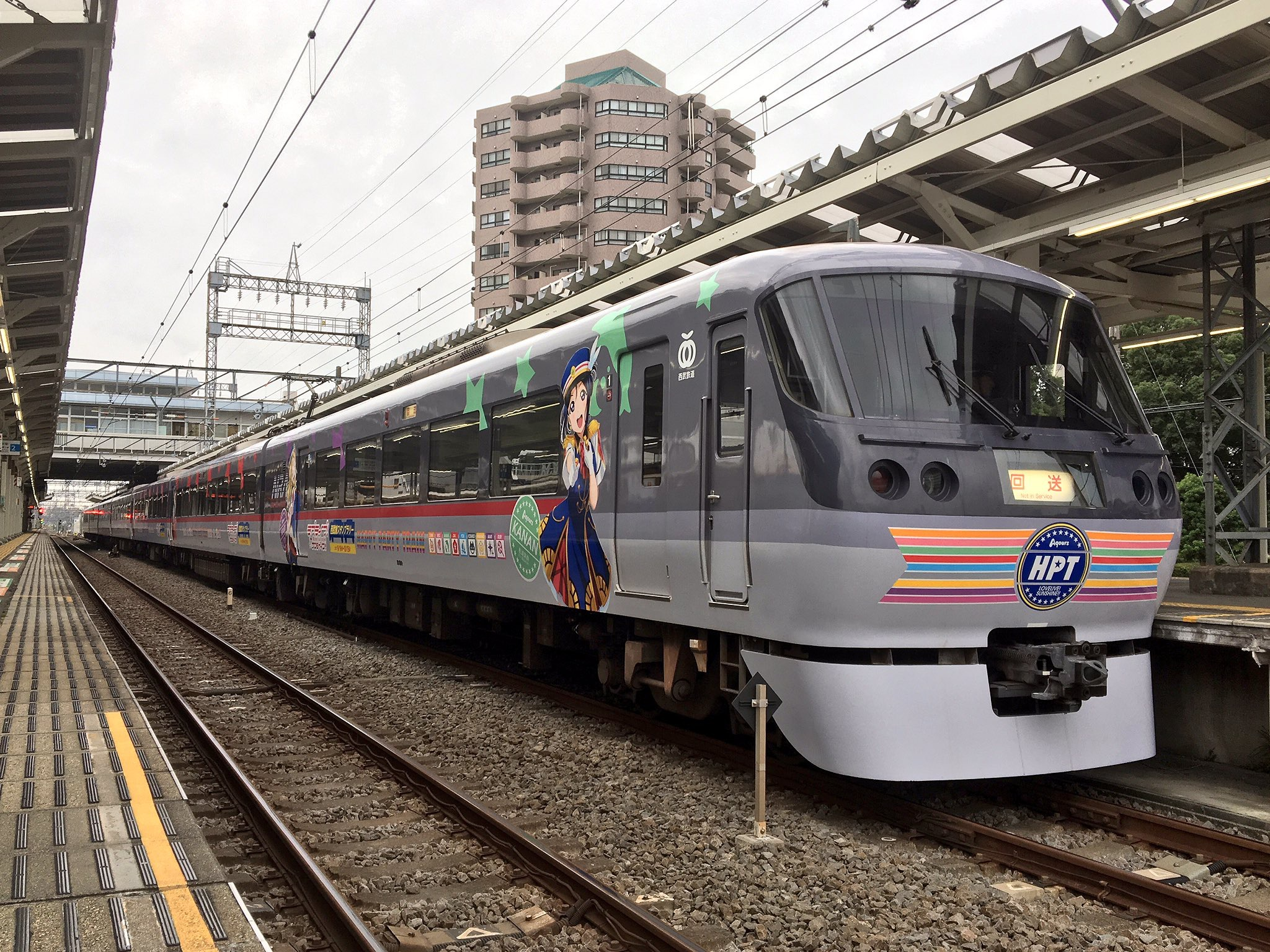
西武鉄道ラッピング車2017年仕様
小手指車両基地所属10000系10109編成
回送列車 小手指駅

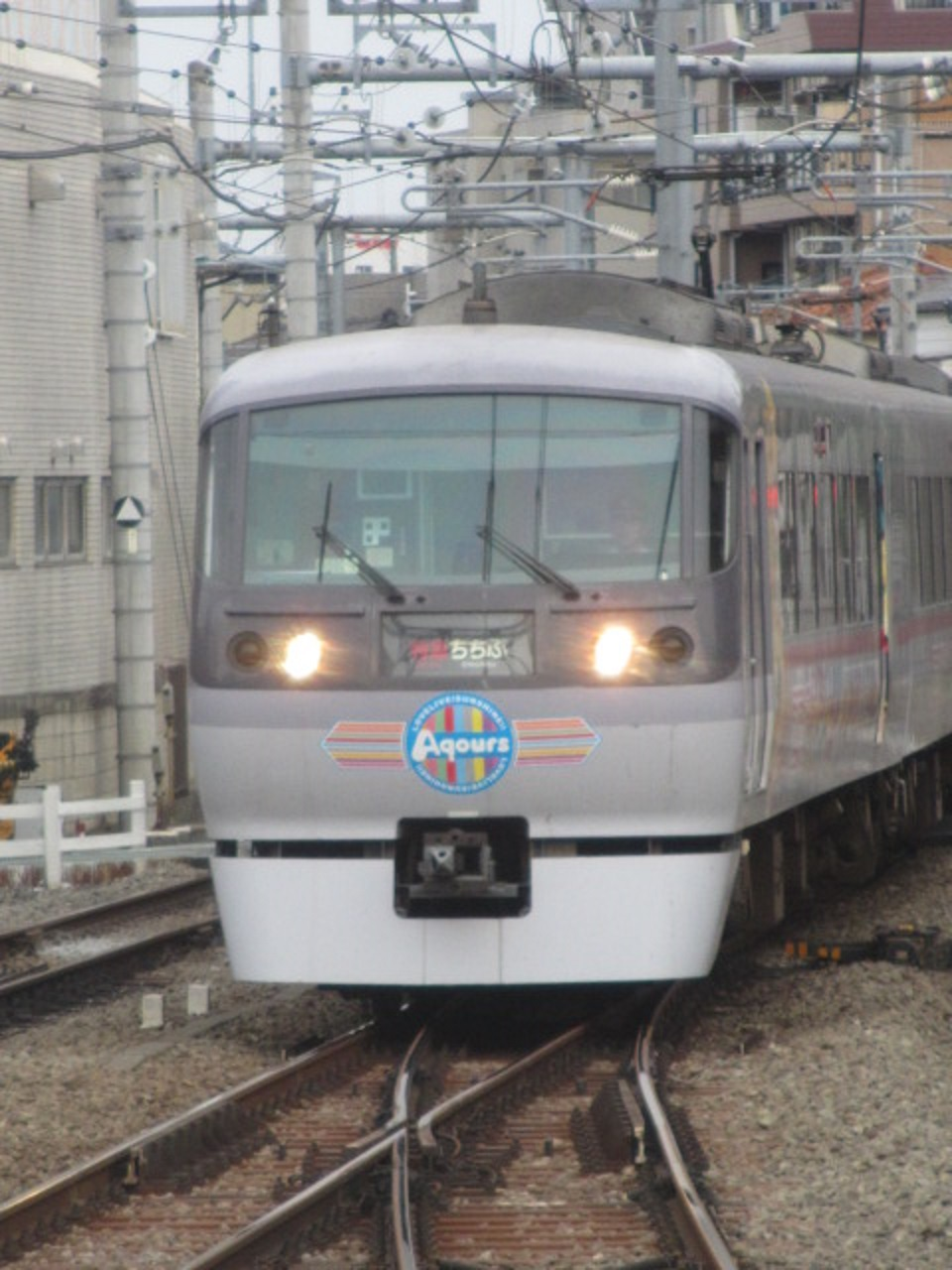
西武鉄道ラッピング車2018年仕様
小手指車両基地所属10000系10102編成
特急「ちちぶ」東長崎駅

  - 2017年9月29日、30日の2日間に西武ドームで開催された「ラブライブ!サンシャイン!!『Aqours 2nd LoveLive! HAPPY PARTY TRAIN TOUR』」にあわせて、臨時団体列車「ラブライブ!サンシャイン!!×西武鉄道 プレミアムトレインツアー」を9月28日（前日物販実施日）、29日、30日の3日間、池袋駅 - 西武球場前駅間にて1日2便運行（初日は往復、2日目以降は池袋発の片道2便）[64]。
  - これに合わせ、9月16日から10月15日まで、西武鉄道の9駅[注 32]を対象にしたスタンプラリーを開催した他、特急用車両1編成（10000系10109編成）を使用したラッピング列車を西武池袋線・秩父線系統の特急レッドアロー「ちちぶ」・「むさし」にて運行し、前述の臨時団体列車には、この車両が充当された[65]。
  - 2018年6月9日・10日の2日間に西武ドームで開催のコンサートでも、同様の記念スタンプラリー開催（5月18日～6月24日）[注 33]、団体臨時列車の運行（6月8日（前日物販実施日、池袋駅 - 西武球場前駅間1往復）・9日・10日（池袋発の片道3便））[66]、及び、この団体臨時列車と、それ以外のスタンプラリー開催期間前後の特急レッドアロー「ちちぶ」・「むさし」に充当するラッピング電車（10000系10102編成）の制作及び運行（5月11日～6月23日）を行った[67]。
  - 2025年、Aqours結成9周年を記念して、4月28日～7月27日の予定で池袋線40000系40155編成を用いたラッピング列車を運行。初めて地下鉄線内（東京メトロ有楽町線・副都心線）及び東急線内（東急東横線・みなとみらい線）にも直通運転する[68]。
- 首都圏開催のコンサートも、西武グループの会場（横浜アリーナ[69]・西武ドーム）で開催している。
- 2019年10月25日から11月24日まで、『ラブライブ！スクールアイドルフェスティバル ～after school ACTIVITY～ Next Stage』とのコラボレーションでスタンプラリーを実施し、ゲーム側でも『紅葉狩り 西武鉄道編』の特別MRカードを獲得できるイベントが実施された[70]。

|                             | ← 飯能・西武球場前池袋・西武秩父 →                                                   |                                                                                      |                                                                                      |                                                                                      |                                                                                      |                                                                                      |                                                                                      |                                                                                      |                                                                                      |
| 配置されたメンバー/号車番号 | 1号車                                                                                | 2号車                                                                                | 3号車                                                                                | 4号車                                                                                | 5号車                                                                                | 6号車                                                                                | 7号車                                                                                |                                                                                      |                                                                                      |
| 2017年仕様 (10109編成)      | (飯能寄り)松浦果南 (池袋寄り)小原鞠莉                                                | 黒澤ダイヤ                                                                           | 桜内梨子                                                                             | 津島善子                                                                             | 渡辺曜                                                                               | 黒澤ルビィ                                                                           | (飯能寄り)国木田花丸 (池袋寄り)高海千歌                                              |                                                                                      |                                                                                      |
| 2018年仕様 (10102編成)      | (飯能寄り)高海千歌 (池袋寄り)松浦果南                                                | 桜内梨子                                                                             | 黒澤ダイヤ                                                                           | 渡辺曜                                                                               | 津島善子                                                                             | 国木田花丸                                                                           | (飯能寄り)小原鞠莉 (池袋寄り)黒澤ルビィ                                              |                                                                                      |                                                                                      |
| 補足                        | 飯能駅で進行方向入れ替わり 特記なき場合は全て池袋寄りに貼付 進行方向は全て所沢駅基準 | 飯能駅で進行方向入れ替わり 特記なき場合は全て池袋寄りに貼付 進行方向は全て所沢駅基準 | 飯能駅で進行方向入れ替わり 特記なき場合は全て池袋寄りに貼付 進行方向は全て所沢駅基準 | 飯能駅で進行方向入れ替わり 特記なき場合は全て池袋寄りに貼付 進行方向は全て所沢駅基準 | 飯能駅で進行方向入れ替わり 特記なき場合は全て池袋寄りに貼付 進行方向は全て所沢駅基準 | 飯能駅で進行方向入れ替わり 特記なき場合は全て池袋寄りに貼付 進行方向は全て所沢駅基準 | 飯能駅で進行方向入れ替わり 特記なき場合は全て池袋寄りに貼付 進行方向は全て所沢駅基準 | 飯能駅で進行方向入れ替わり 特記なき場合は全て池袋寄りに貼付 進行方向は全て所沢駅基準 | 飯能駅で進行方向入れ替わり 特記なき場合は全て池袋寄りに貼付 進行方向は全て所沢駅基準 |

### 小田急グループ
西武鉄道のかつての抗争相手であった小田急グループからも地元バス会社が参入。
- 東海バス（沼津営業所）
  - 1stシングルでコラボしたのを機に、西武側と同日となる2016年7月9日より、本作のラッピングバスを運行。車内アナウンスを伊波杏樹（Aqours・高海千歌役）が担当。同年9月17日にラッピングバス運行記念として記念乗車券・トートバッグを発売、販売会も行われた[71]。
  - 運行は当初2017年3月31日までの予定が、無期限で延長し[72][73][74]、2017年3月25日には2台目[75]、同年11月18日には3台目がそれぞれ運行を開始した（前面は東海バス塗装のまま）。
  - 2019年5月14日には、4台目として、高速路線バス「三島エクスプレス（バスタ新宿 - 三島駅 - 大平車庫線）」専用車両の運行を開始[76]（前面は小田急電鉄グループ統一塗装のまま）。
  - 2021年3月13日には下述している内閣サイバーセキュリティセンターのイラストを使用した5号車を、2023年7月1日には後述のJR東海のキャンペーンと連動した、東海道新幹線N700Sの塗装を基調とする6号車[77]、2024年3月には清水町・柿田川公園をイメージした7号車を[78]それぞれ投入した。
  - また、沼津駅南口バスターミナルのうち、同社の内浦地区方面の路線が集中する8番乗り場のポールを、駅を管理するJR東海・静岡支社の許可を得て、ラブライブ仕様に変更している。
  - 2号車・3号車については、トミーテックがバスコレクションとバスコレクション80で模型化された[79]。

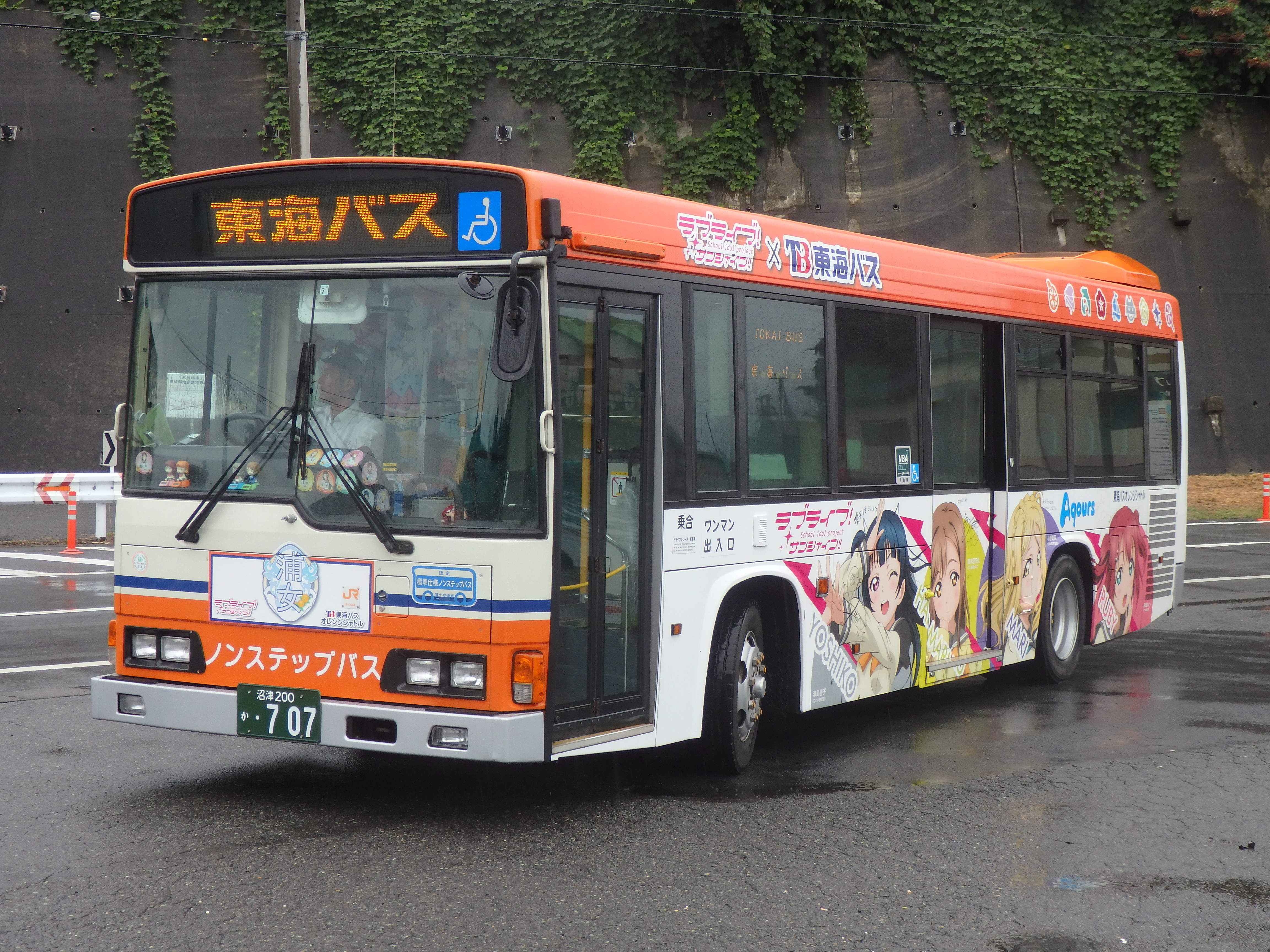
東海バスのラッピングバス1号車 707号車 日野・レインボーHR
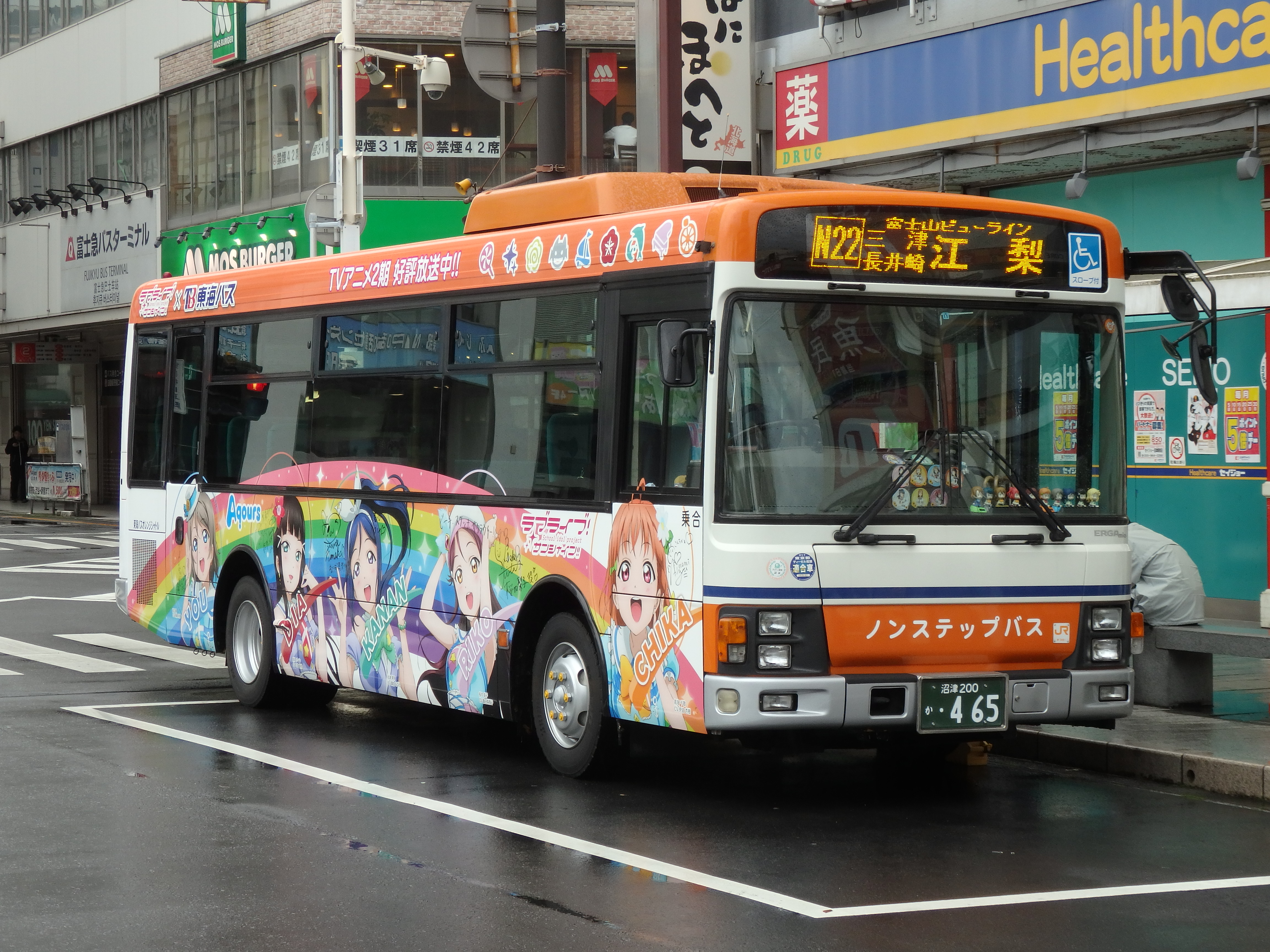
東海バスのラッピングバス2号車 465号車 いすゞ・エルガミオ（沼津駅南口）
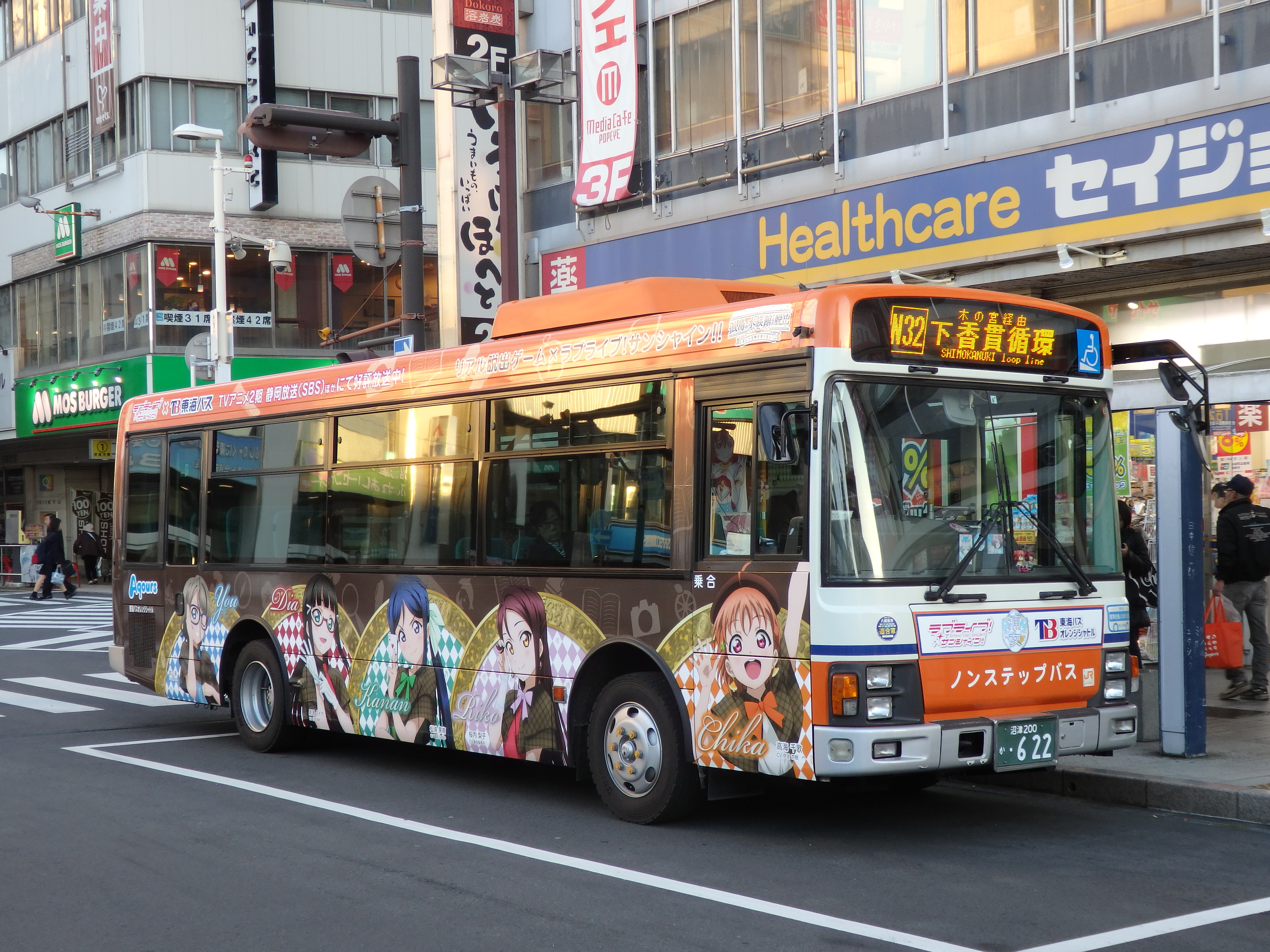
東海バスのラッピングバス3号車 622号車 いすゞ・エルガミオ（沼津駅南口）
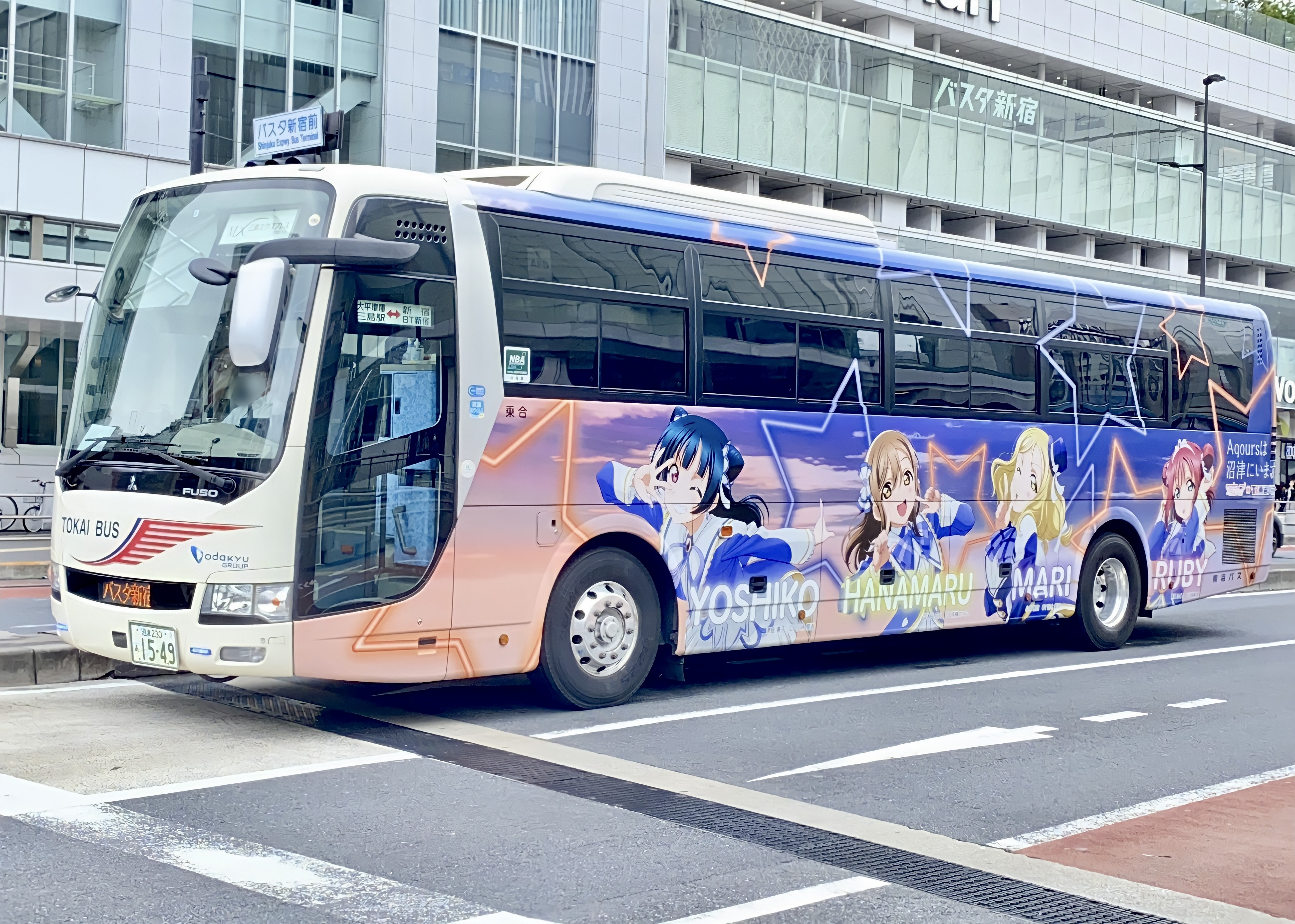
東海バスのラッピングバス4号車 1549号車 三菱ふそう・エアロエース（新宿駅）

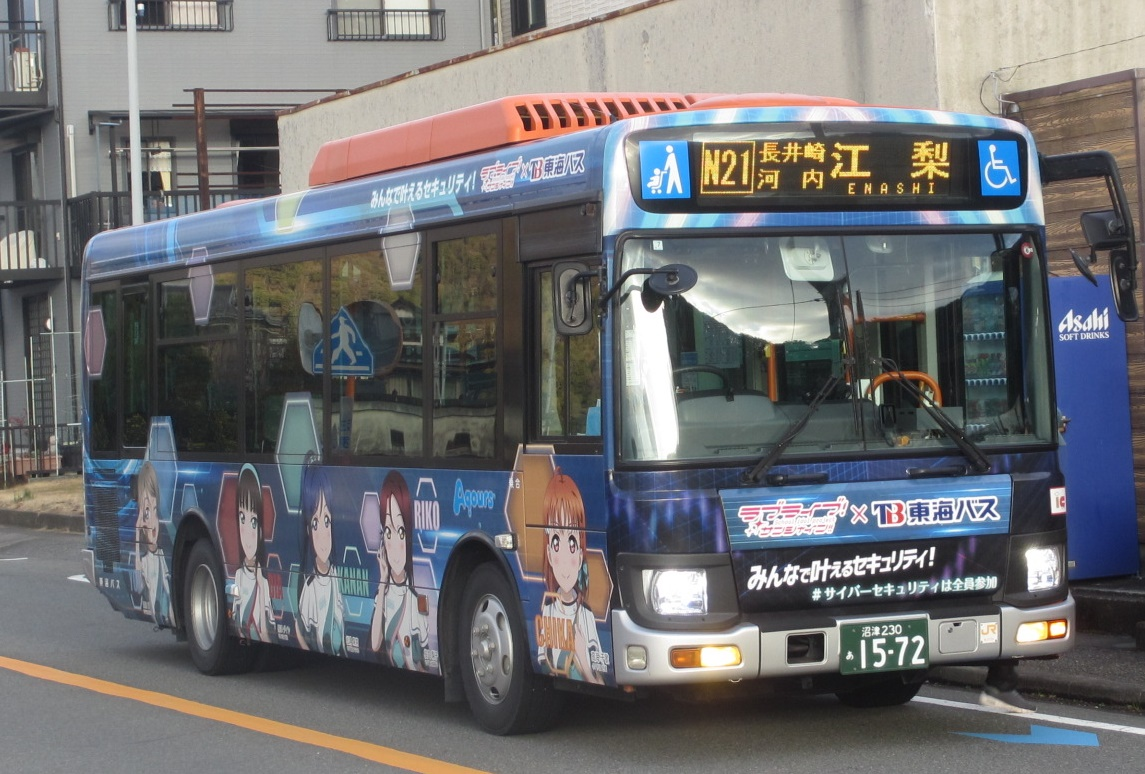
東海バスのラッピングバス5号車
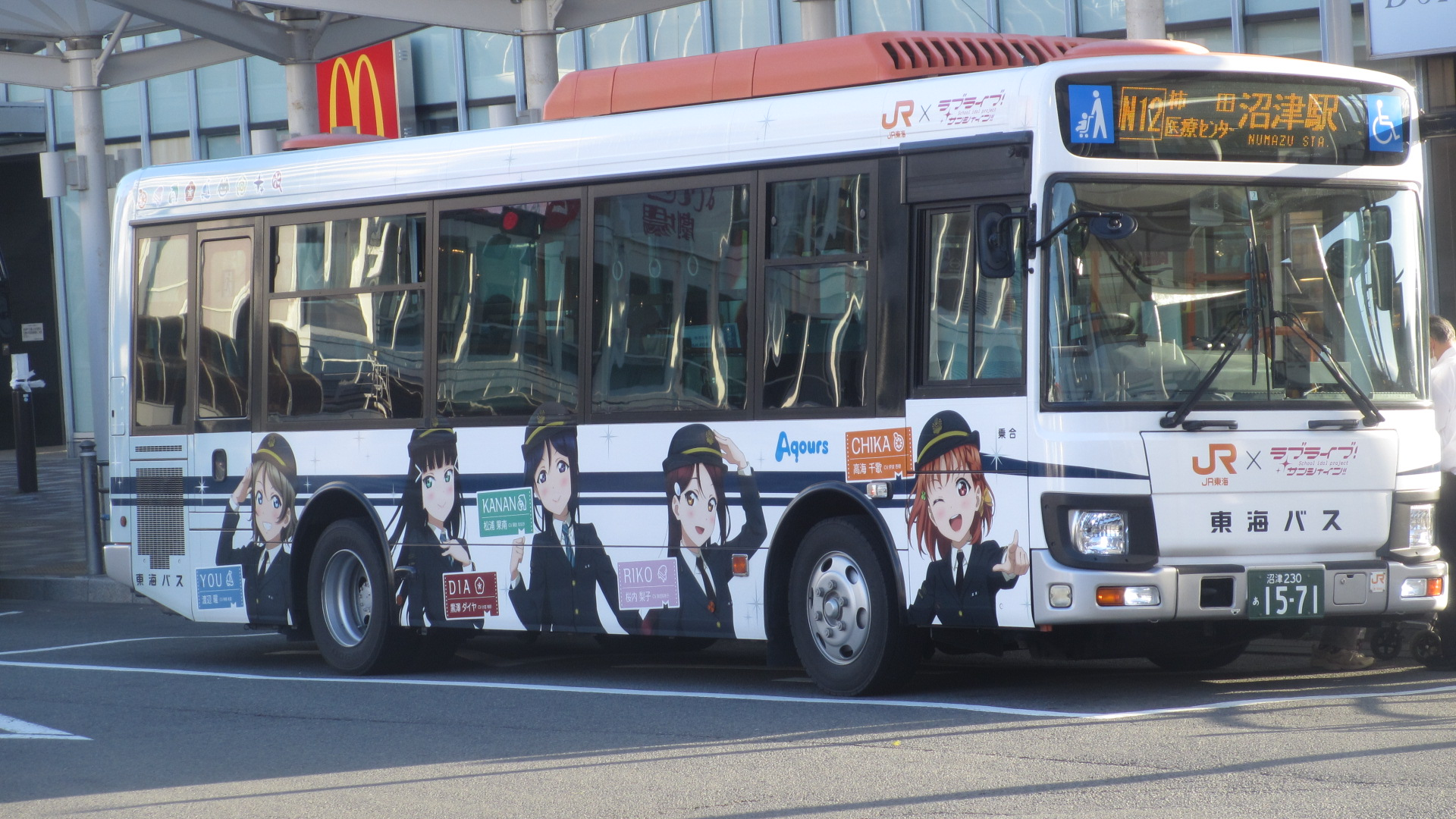
東海バスのラッピングバス6号車
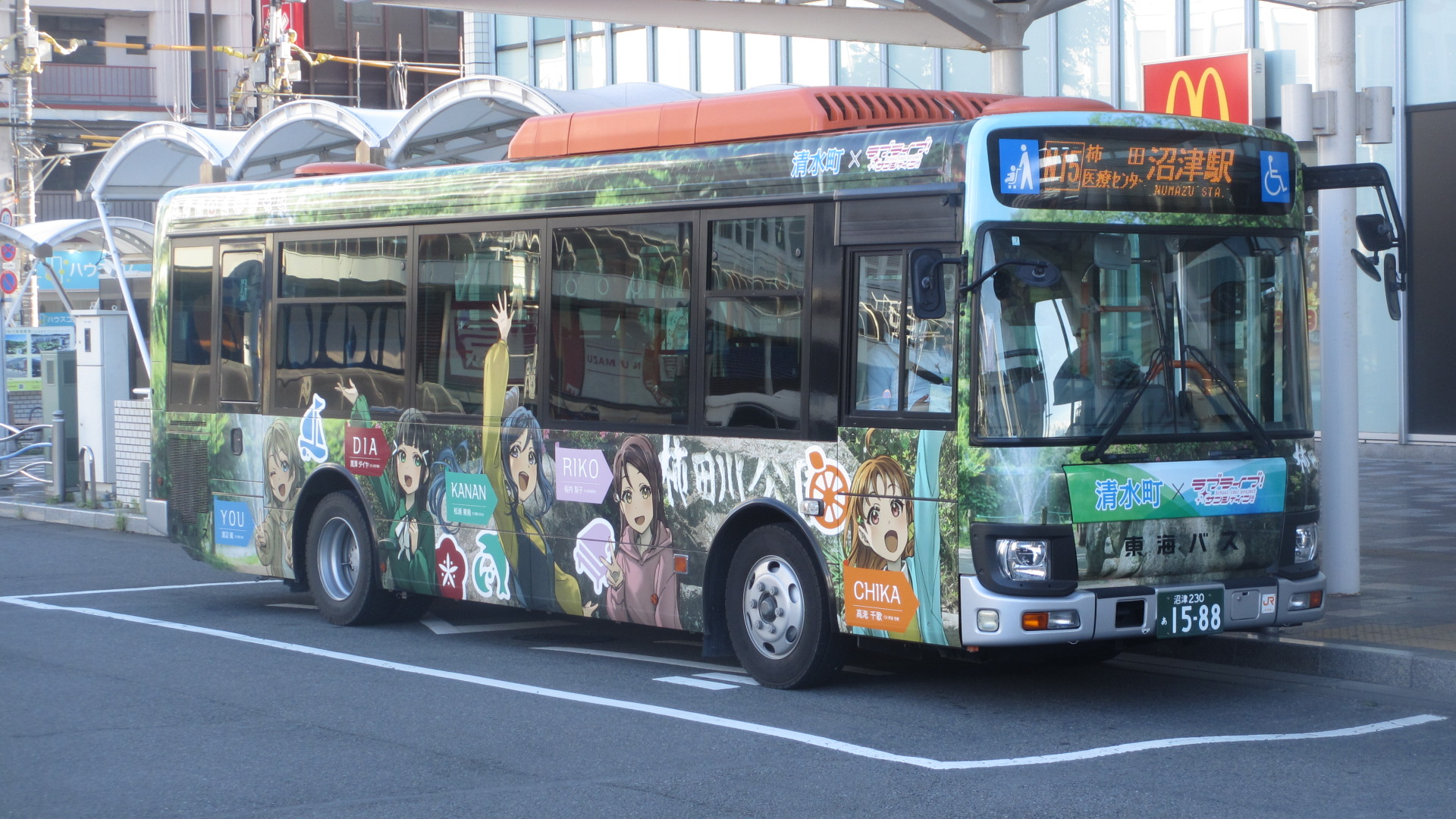
東海バスのラッピングバス7号車

- 小田急電鉄
  - 2020年4月30日に開設したデスクトップ背景画像無料提供企画「小田急の背景」[80] に、前述の東海バスのラブライブバス2号車の画像を5月22日より掲載[81]。

### 富士急グループ
2018年7月14日の富士急ハイランド入園無料化に伴う記念企画として、アニメコンテンツとのコラボ企画が前期と後期に分かれて実施されたもの。
本作は前期にて実施（後期はバンドリ! ガールズバンドパーティ!）。
- 富士急ハイランド
  - 8月1日から9月17日にかけて、Aqoursメンバー9人がアトラクション（主に絶叫系）のスタッフとして迎える企画の他、園内スタンプラリーを実施。
  - 周辺の温泉・宿泊施設も同様の企画を実施。
- 富士急行
  - 上記企画の期間である8月1日から9月17日にかけて、富士急行線においてラッピング電車（6000系6002編成を使用）を運行[83]。
- 富士急山梨バス
  - 上記企画より先行して、高速路線車両1台（日野・セレガ）を使用したラッピングバスを制作。7月10日から9月17日まで、中央自動車道経由の高速バス路線にて運行。

- 富士急シティバス

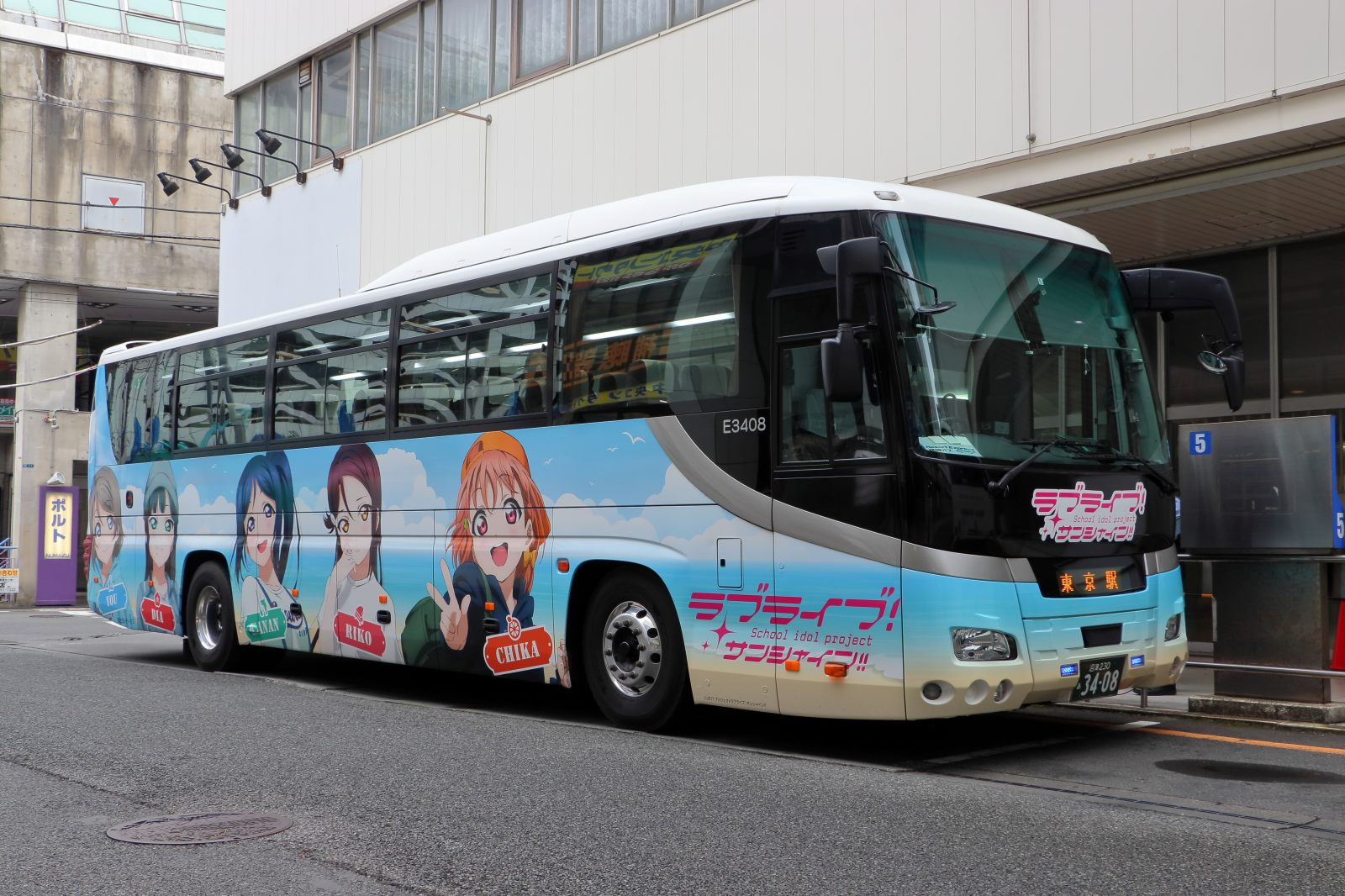
富士急シティバス・ラッピングバス
日野・セレガ E3408号車

  - 上記企画に合わせ、高速路線車両1台（日野・セレガ）を使用したラッピングバスを制作。8月1日より9月17日まで、沼津駅南口・富士急百貨店バスターミナルと富士急ハイランドを往復するツアー向け臨時路線の専用車両として運行[84]。臨時路線の運行終了後もラッピングは解除されず、10月1日より東京 - 沼津線（東京駅八重洲口発・同日本橋口着・東名高速道路経由）へ投入[85][86]。
  - ららぽーと沼津とのコラボレーションで、一般路線車両1台（いすゞ・エルガミオ）を使用したラッピングバスを制作。2020年2月22日から運行を開始した。主にららぽーと沼津経由便で運行されている。

### JR東海
当初東海旅客鉄道（JR東海）は、経営方針や安全上の観点から、取材協力と沼津駅（前述）や新横浜駅（後述）等での一部間接的な協力のみで直接の協賛は行われなかったが、静岡支社の子会社・静岡ターミナル開発の協力により、劇中の沼津駅舎や駅名の看板等も、修正の上で登場した。
2019年
春にJR東海が幹事となって行われた静岡デスティネーションキャンペーン開催に伴い、以下の連動企画を実施。
- 沼津駅
  - 沼津御用邸記念公園を背景にAqoursのキャラクターを起用した観光誘客ポスターを作成。3月31日からキャンペーン終了の6月30日までの期間中、駅構内にてポスタージャックを敢行。
  - この模様は後にJR東海公式通販サイトに掲載された。

- さわやかウォーキング（JR東海主催ウォーキングイベント）
  - 3月31日実施の静岡DC開催記念特別コースの実施に合わせ、スタート地点・沼津中央公園にて、本作のグッズ売店を設置。

2023年
3月25日から8月31日まで「推し旅 UPDATE」にて、『ラブライブ!サンシャイン!!沼津ゲキ推しキャンペーン!』が実施された。
キャンペーンの開催に合わせ、3月24日には出演声優である小林愛香、斉藤朱夏が沼津駅の一日駅長を務めた。
コラボ企画としてスタンプラリー・アクリルスタンド付きの「沼津旅のしおり」を販売した他、6月18日には臨時急行列車「ラブライブ!サンシャイン!!号」の運行、沼津の街を歩く「さわやかウォーキング」といった特別イベントが開催された。臨時急行列車では、Aqoursのメンバーによる車内放送や、描き下ろしイラストを使った車内装飾、持ち帰り可能なオリジナルシートカバーの製作といった企画が行われた。
11月3日から12月25日まで「推し旅 UPDATE」にて、『幻日のヨハネ スタンプラリー』が実施された。
2024年
6月22日から9月16日まで「推し旅」にて、『ラブライブ!サンシャイン!!沼津ゲキ推しキャンペーン！2024』が実施された。
コラボ企画として、沼津の街を歩く「さわやかウォーキング」や、『特別貸切列車でいく「ラブライブ!サンシャイン!!」Aqours 結成 9 周年記念』ツアーを開催した。
12月18日リリースの「永久hours」に、東海道新幹線60周年記念 推し旅コラボソングとしてコラボ楽曲「僕らの旅は終わらない」が収録された。
また、これを記念して、12月18日から2025年3月31日まで「推し旅」にて、『ラブライブ!サンシャイン!!僕らの旅は終わらないキャンペーン！』を実施中。

### 沼津市内各企業及び自治体
- 沼津市
  - 2018年11月から、Aqoursのキャラクターがデザインされた婚姻届を希望者に配布している[104]。
  - PayPayとのコラボレーションで、指定された店舗で630円以上（税込）の支払いを行うと、スキンがもらえるキャンペーンを実施した。
- ゲーマーズ 沼津店
  - 2016年2月27日の開店時より本作とのオフィシャルタイアップを実施。看板娘総選挙にて選ばれた津島善子が看板娘となっている[105]。通称「ヌーマーズ リトルデーモン店」。
  - 同店にて限定発売・先行発売されるグッズもあるほか、“看板娘 津島善子”のグッズも製作されている。
- 雄大
  - 2016年11月8日、西武百貨店沼津店本館跡地の駅前にぎわい広場「雄大フェスタ」を改修。コラボカフェ「SUN!SUN!サンシャインCafe」として開店[106]。メンバーをモチーフにしたメニューのほか、限定グッズが販売されていた。
  - 沼津駅付近立体交差事業に関係する再開発の本格化に伴い、2024年2月15日をもって閉店[107]。
- 日産レンタカー静岡
  - 沼津駅前店（コラボカフェと同じ西武百貨店跡地）にて、E12型ノートe-POWER（2016年11月マイナーチェンジモデル）1台に、Aqoursをラッピングしたレンタカーの運用を2017年12月1日より開始[108]。このレンタカーはPRの一環としてニコニコ超会議に展示されたことがあった[109]。
  - 耐用年数到達のため、2020年12月31日をもって終了した[110]。
- 沼津バーガー
  - アニメ第1期第5話において、津島善子が逃走するシーンで、背景に登場した。これを記念し、コラボレーションメニューを販売[111]。
- バンデロール
  - アニメに看板商品「のっぽパン」が登場したことを記念し、Aqoursのメンバーが描かれた塩キャラメル味・はちみつみかん味ののっぽパンを発売[112]。
  - また、2017年2月の横浜アリーナコンサートの開催に合わせ、2月25日・26日と、会場最寄りとなる新横浜駅北口駅売店で、駅を管理するJR東海並びに新横浜ステーション開発の協力を得て、「のっぽパン」を特別販売している[113]。
- 南駿農業協同組合
  - アニメ第1期第1・6話において、寿太郎みかんの箱が登場した。
  - また、広報紙（2016年10月号）で本作が紹介され、高海千歌が描かれた段ボール箱入りの寿太郎みかんを販売した[114]。また、2017年12月よりキャラクターがパッケージされた「ぬまっちゃ」（煎茶）も販売されている[115]。
  - 2020年2月12日、西浦みかんをもっと広めようと高海千歌が西浦みかん大使に任命された[116]。
- 沼津夏まつり・狩野川花火大会
  - 2017年開催の夏祭りでは、盆踊りでAqoursが来場し、『サンシャインぴっかぴか音頭』を披露した[117]。2018年・2019年も来場を予定していたが、いずれも台風の影響により中止となった。
  - 2020年は新型コロナウイルス感染拡大防止のため、開催自体は中止となったものの、ポスターが製作されている。
- びゅうお
  - 指定管理者である沼津観光協会が2018年度、「Aqours」メンバー9人の誕生日に合わせ、それぞれのテーマカラーでライトアップした。当日はバーカウンターを特設し、アルコール飲料などを提供[118]。
- 千鳥観光汽船
  - 遊覧船「ちどり3号」を「しいたけ号」に改装。小原鞠莉の誕生日である2018年6月13日から運航を開始した[119]。
- あわしまマリンパーク
  - カエル館が松浦果南の実家、淡島ホテルが小原鞠莉の実家として登場したことを機に、連絡船にAqoursのラッピングを施した。
  - 淡島ホテル送迎バス1台を「シャイニーライナー」仕様に変更し、登録番号も鞠莉の誕生日である「・613」の希望ナンバーを取得した。
  - 2018年3月から約2か月半のロングランでSCRAP主催の体感型ゲームイベントリアル脱出ゲームとのタイアップで『ラブライブ!サンシャイン!!×リアル脱出ゲーム〜孤島の水族館からの脱出〜』が開催されることが決定し、2019年5月から約2ヶ月のロングランでリバイバル開催することが決定した。
  - 参加者はあらかじめスマートフォン・タブレット端末にインストール済みの専用アプリを併用し、様々な謎を駆使して各々のペースで、盗まれたAqoursメンバーが着用するライブ衣装などが入ったスーツケースを取り戻す（脱出する）ことがクリア条件となっていた。
  - 前売りチケットは通常版のほかにTシャツ付きの限定版を選択することができた。
  - 本イベントは前述の静岡デスティネーションキャンペーンのプレキャンペーンの一環として開催した。
- つじ写真館
  - アニメ第2期4話でスタジオが、映画版のOPで外観がそれぞれ登場し、終盤の黒板アートデザインを提供した。
  - これをきっかけにオリジナルブレンドコーヒーを発売、カメラ関連のグッズ発売、前述のアニメ第2期4話のシーンを使用した台紙の発売を行った。

### スポーツ
アスルクラロ沼津
本作の舞台、沼津市にホームタウンを置くサッカークラブ（J3）。チャントに青空Jumping HeartなどAqoursの楽曲を使用しているほか、まちあるき缶バッジ・まちあるきスタンプのデザインの一つとして選ばれ、愛鷹広域公園多目的競技場で開催されるアスルクラロのJ3リーグ公式戦で渡辺曜がデザインされた缶バッジが販売されている。
2018年9月2日に行われたJ3リーグ第21節ギラヴァンツ北九州戦では本作品とコラボレーションした試合を行い、Aqoursのメンバーが描かれたマッチデー告知ポスターの制作やスタジアム各所へのバナーを設置、Tシャツやタオルマフラーといったコラボグッズの販売 を行った他、ゲストとして渡辺曜役の斉藤朱夏が来場した。また、富田康仁 や砂森和也 などアスルクラロの選手がヨーソロー!のポーズをする光景が見られるようになった。
同年12月2日に行われたJ3リーグ第34節（最終節）ブラウブリッツ秋田戦では劇場版の告知としてスタジアム内にメンバーの等身大パネルを設置、試合開始前の写真撮影にもピッチ上に登場しアスルクラロの選手と一緒に記念撮影が行われた。
2019年9月15日に行われたJ3リーグセレッソ大阪U-23戦では、ゲストとして国木田花丸役の高槻かなこが来場、試合は4 - 0で完勝した。
2022年シーズンからオフィシャルパートナーになっている。

日本サッカー協会
FIFA（国際サッカー連盟）主催2018 FIFAワールドカップ開催に合わせ、同大会本戦に出場したサッカー日本代表「SAMURAI BLUE」のユニフォームを着用したAqoursメンバーのグッズを販売した。

パシフィック・リーグ
2022年シーズン中に開催される各チームの主催試合1試合を「ラブライブ！シリーズ×パ・リーグ6球団 コラボ試合」として開催。Aqoursは千葉ロッテマリーンズ、埼玉西武ライオンズとそれぞれコラボ試合を開催。

### ゲーム（コラボ）
グランブルーファンタジー
Cygamesが開発・運営するソーシャルゲーム。2018年8月にコラボイベントが開催。
「作中の世界観に合わせ、主人公の性別を女性に変更してコラボイベントをお楽しみいただくことを推奨します。」と表示されているが、あくまで推奨の為、実際では男性主人公（グラン）でもプレイが可能。
リアル脱出ゲーム
SCRAP主催の体験型ゲームイベント。
- 2018年3月より『ラブライブ！サンシャイン!!×リアル脱出ゲーム 孤島の水族館からの脱出』として6月まであわしまマリンパークで開催後、2019年5月から7月にかけてリバイバル公演も行われた。

参加者は淡島に訪れて散策していると、東京でライブが待つが必要なものの入った荷物が何者かに持っていかれて困っているAqoursに出会い、一緒に謎を解いて荷物を見つけライブへ彼女たちを送り出す（脱出させる）ことがクリア条件。スマートフォン端末にインストールした専用アプリで音声を聞きながら謎を解き歩く、施設内回遊型の謎解きイベント。
イメージソングは、未来の僕らは知ってるよのカップリング曲、『君の瞳を巡る冒険』。
キャッチコピーは『消えた宝物を取り戻せ！』。
また初演開催を記念したプレイ形式の異なる３種類の謎『Aqoursからの挑戦状！』も2018年5月から7月まで東京ミステリーサーカスで販売。
- 2019年7月より『ラブライブ！サンシャイン!!×リアル脱出ゲーム 学校祭ライブ中止の危機からの脱出』として約2ヶ月のロングランで全国のZeppを巡回するライブハウスツアー形式で開催。

参加者は浦の星女学院の学園祭に訪れた来客として様々な謎やスマートフォン・タブレット端末にインストールした専用アプリを駆使して、1時間以内に突然のトラブルにより中止になりかけそうなAqoursのスペシャルライブ開催にこぎつけ（脱出すること）るがクリア条件。公演型の謎解きイベント。
テーマソングは、『冒険Type A, B, C!!』。
前売りチケットには通常版のほかにTシャツとクリアファイルが付いた限定版を選択することができ、来場者全員にAquousの新曲が入った上記の非売品マキシシングルCDをプレゼントすることが決定した。
キャッチコピーは『みんなの力で、Aqoursのステージを作り上げろ!』である。
クラッシュフィーバー
台湾版のみで実施された。日本版は未実施。
リアル宝探し
サードプラネットの主催による、タカラッシュが企画制作した体験型ゲームイベント。
2020年9月より『ラブライブ!サンシャイン!!×THE 3RD PLANET×リアル宝探し 沼津ナゾトキ宝探し』として、（当初の予定では2021年5月までだったが幾度かの期間延長により）2022年5月までオンライン上（LINEアプリ）あるいは静岡県沼津市周辺エリアで開催。コースは4種類あり「1年生編〜届けたい！私たちのメロディ〜」「2年生編〜広めたい！ 私たちのふるさと〜」「3年生編〜伝えたい！ 私たちの軌跡〜」の他に、それら3コースのクリア者には「エクストラ編」が付属する。
少女☆歌劇 レヴュースタァライト -Re LIVE-
ラブライブ!スクールアイドルフェスティバルと同じブシロードが運営するソーシャルゲーム。2020年11月にコラボイベントが開催。
スタァライト九九組メンバーが「君のこころは輝いてるかい?」の衣装を着用する。偶然のことだが、スタァライト九九組とAqoursはどちらも9人組である。
イベントストーリーでは聖翔音楽学園のスタァライト九九組とAqoursが共演する。
モンスターストライク
株式会社ミクシィ内のスタジオ「XFLAG」から配信されているiOS・Android用ゲームアプリ。2021年6月24日から同年7月2日までコラボイベントが開催。
ガチャではAqoursのメンバーが『超・獣神祭』のラインナップに加わり、降臨ではモンストのスピンオフプロジェクト『モンソニ！』のユニット・Angely DivaとTwo for allがAqoursの楽曲とコラボして登場。また、本コラボ用に書き下ろされたAqoursの楽曲『KU-RU-KU-RU Cruller!』がタイトル画面やコラボクエストのBGMとして使用された。
体験する物語project
SCRAP主催の、リアル脱出ゲームではない体験型ゲームイベント。
- 2022年5月より『輝け！Aqoursぬまづフェスティバル in よみうりランド』として9日間限定で、よみうりランドで開催。

SCRAPのブランド、「体験する物語project」の第一弾として開催。
沼津観光協会からAqoursに「東京の人へ沼津のPRイベントを企画してほしい」との依頼で、『Aqoursぬまづフェスティバル』を行うことになるが、連絡ミスで当日の準備時間が1時間となってしまったため、「助っ人さん」としてフェスを完成させる、体験型ゲームイベント。
テーマソングは、KU-RU-KU-RU Cruller!のカップリング曲、『SUKI for you, DREAM for you!』。
前売りチケットには、通常版のほかに特典付きチケットとして、オリジナルサコッシュ付きを選択することができる。
IDOLY PRIDE
QualiArtsが開発・運営するスマートフォン向けゲームアプリ。2023年11月28日からコラボイベントを開催。高海千歌・桜内梨子・渡辺曜が登場し、コラボ衣装などが実装された他、3人が歌う「君のこころは輝いてるかい?」の3Dライブが実装された。

### 行政機関及び認可法人
- 日本赤十字社 - 献血を行い、希望者には描き下ろしのクリアファイルがプレゼントされる[135]。
- 厚生労働省 - 2020年5月、新型コロナウイルス感染拡大及び緊急事態宣言発令による手洗い推進のため、高海千歌、渡辺曜、桜内梨子を起用したポスターを厚労省公式HPで無料配布した[136]
- 内閣サイバーセキュリティセンター - 2021年2月1日から3月18日までの「サイバーセキュリティ月間」に合わせ、Aqoursメンバー描き下ろしイラストを用いたサイバーセキュリティ啓発ポスターを制作[137]。

### その他

沼津市内に設置されたAqoursメンバーが描かれたマンホール

ここでは、個人名・法人名を50音順に列挙する。
- アズワン - Twitter担当者がセブン-イレブンのCMで「梨子・善子・三角フラスコ」に感銘を受けたことをきっかけにファンとなり、本作とコラボしたLINEスタンプが発売された[138]。
- エンスカイ - 大正ロマンの衣装を着たAqoursのメンバーを描き下ろししたイラストを発表、グッズ展開を実施した[139]。なお、『スクールアイドルフェスティバル』に登場したμ'sの大正ロマン編とは全く違う衣装である。
- おほしんたろう - おほしんたろう自身が描いたコラボグッズを発売した[140]。
- CanCam - 2020年12月号で、小原鞠莉の髪型を再現するヘアアレンジのやり方が掲載[141]。
- クレヨンしんちゃん - Aqours結成5周年を記念してコラボレーショングッズを販売。同作のキャラクター風のAqoursや各メンバーと野原しんのすけが共演するイラストが書き下ろされた。
- 月刊DIVER - 2017年5月号で、伊波杏樹、逢田梨香子、諏訪ななかによる大瀬崎の特集が掲載。「SPECIAL EDITION」では、松浦果南が描き下ろしの表紙を飾った。果南の趣味がスキューバダイビングであることからできたコラボレーションである[142]。
- ココスジャパン - 2016年の『ラブライブ!』に続き、2019年、ファミリーレストラン『ココス』とのコラボレーションで、対象のセットを注文すると限定グッズがプレゼントされる[143]。シリーズとのコラボは2回目。
- コスパ - アニメ1期5話で登場したリトルデーモンの衣装。これに、アニメでは未登場に終わった3年生が加わった[144]。
- サードプラネット - 本作の舞台である沼津市にBiVi沼津店を出店している縁から、映画のワンシーンを切り出したアクリルキーチェーンを静岡県内の店舗のみで展開[145]。さらに、「リアル宝探し」のコラボも行われる[146]。
- サントリーフーズ - イオンで対象の飲料を買うと、サントリー公式バーチャルYouTuberである燦鳥ノムが各ユニット衣装を着た描き下ろしイラストが描かれたノート・クリアファイルがもらえるキャンペーンを実施[147]。
- しまむら - AqoursのSDキャラが描かれた靴下を発売した[148]。
- セガ エンタテインメント - 国木田花丸が2代目セガスタッフイメージガールに就任。2017年にソニック・ザ・ヘッジホッグ[149]、2018年に『サクラ大戦』とのコラボレーション企画が実現した[150]。
- ソニー企業 - AqoursのSDキャラが描かれたマンホールのふたを設置するため、インターネット上で資金を募るクラウドファンディングを行い、2018年1月15日の開始から16日の午前10時頃に目標額の2217万円を達成した[151]。その後、同年2月14日まで資金を募った結果、3384万4千円の支援を受け付け、同年5月18日夜、沼津市内9カ所に設置された[152]。同年10月10日、修理が完了したふたと、新たに寄贈された黒とカラーのふたを合わせた計22枚から、15枚を選んで設置した。一部を防犯カメラのある沼津仲見世商店街に移したほか、作中で主な舞台となる内浦地区にも新たに設置した[153]。
- パワーパフガールズ - 「スクールアイドルフェスティバル」内で2020年4月1日限定のコラボレーションを実施[154]。μ'sのパワパフデザインはすでに出ているが、Aqoursのパワパフデザインは初登場となった。
- 不二家 - アニメ第1期第2話で、黒澤ルビィの大好物であるポップキャンディが登場したことが縁で、ペコちゃんとルビィが共演したパッケージを発売[155]。
- Meets SHIZUOKA 〜ゆるキャン△ × ラブライブ!サンシャイン!!〜 - クオラスのキャラクターグッズ販売部門であるミライシングスが主導する形で2024年4月11日より展開する、本作品と同様に静岡県をゆかりの地とする『ゆるキャン△』とのコラボプロジェクト。両作品のキャラクターが静岡の名所を巡る描き下ろしイラスト、県内18ヶ所に設置したスタンプを巡るスタンプラリーとそのイラストを用いたグッズの販売、ポップアップショップの展開、JR東海の「推し旅」とのコラボキャンペーンなどを実施する[156]。
- 名鉄百貨店 - 本店LABI名古屋前に立つ巨大マネキン「ナナちゃん人形」が、2019年2月6日から2月12日までの間、劇場版『ラブライブ!サンシャイン!! The School Idol Movie Over the Rainbow』の「僕らの走ってきた道は…」で高海千歌が着用している衣装と髪型を再現した[157]。

## 事件など
2018年に入ってから一部の行き過ぎた行動をとる者による事件・トラブルが相次ぎ、逮捕者が出る事件が起こっている。
- 2018年5月30日の昼ごろ、AqoursのSDキャラが描かれたマンホールのうち、千歌・曜のふたに故意に傷を付ける1回目の事件が発生[158]。犯人とみられる人物Twitter上で犯行声明を出したことから、沼津市は6月1日に被害届を提出した。さらに6月5日未明に曜・ダイヤ・善子のふたに白い塗料がかけられる2回目の事件が発生、翌日沼津市から完全撤去が決定したことが発表され、即日全てのふたが撤去された[159]。7月2日、沼津警察署と静岡県警察本部生活安全部少年課・サイバー犯罪対策課は1回目の事件に対し、器物損壊の疑いで男子高校生2人を逮捕した[160]。さらに2回目の事件に対し、器物損壊の疑いで男子大学生を逮捕した[161]。事件後、男子高校生2人は家庭裁判所に送致された[162]。その後、商店街に設置された一部のものを除いて黒の単色に変えた上で同年10月10日に再設置された。
- 2018年6月7日頃、Twitter上でAqoursの3rdライブで爆破を予告する書き込みがなされた。6月9日、埼玉県警察は、威力業務妨害の疑いで男子高校生を逮捕した[163]。3rdライブは特にトラブルはなく無事開催されたが、逮捕直後には公式サイトで報告文が掲載された[164]。
- 2019年1月30日、東京都千代田区外神田にあった「ホワイトキャンバス」において、本作の商標を悪用した海賊版Tシャツを販売していたとして、静岡県警察及び沼津警察署が男ら2人を商標法違反で逮捕した[165]。のちに、ホワイトキャンバスはエーツー（駿河屋）に譲渡され、完全に閉店した。
- 2019年2月21日、2018年11月から12月にかけて松浦果南のフィギュアを別のフィギュアの体に付け替えて販売していたとして、群馬県警察は京都府向日市に住む49歳の男を著作権侵害の疑いで逮捕した。男は「借金返済や生活費のためだった」と容疑を認めているという[166][167][注 37]。
- 2019年4月5日にラブライブ!公式サイト乗っ取り事件（ドメイン名ジャック）が発生した（詳細は「ラブライブ!シリーズ#経歴」を参照）。
- 2020年2月13日にららぽーと沼津で高海千歌の西浦みかん大使就任が発表されたが、そのパネルに描かれたイラストに批判が殺到しパネルを取り下げる事態となった[168]。これを巡ってはSNSを通じて、伊波に対する誹謗中傷も巻き起こっており、女子現代メディア文化研究会が千歌を演じる伊波に対する嫌がらせ行為などが起こったとして抗議声明を出す事態にも発展している[169]。

## 歴史
号数は『電撃G's magazine』のもの。
2015年4月号
ラブライブ！の新企画『ラブライブ！サンシャイン!!』の予告を掲載。
2015年6月号
『ラブライブ！サンシャイン!!』の中心人物となる9人の登場人物と名前、担当声優が発表された。併せて、グループ名の募集を4月30日の午前11時から5月11日の午後5時まで行うことも発表された。
2015年7月号
スクールアイドルグループ名となる15の候補が掲載された。併せて、グループ名を決定するための投票を6月1日の午前11時から6月11日の午後5時まで行うことも発表された。
2015年8月号
スクールアイドルグループ名が「Aqours（アクア）」に決定。
2016年1月11日
本作のテレビアニメ化を発表。
2016年5月号
Aqours内の各ユニット名を発表。
2016年7月 - 9月
テレビアニメ第1期を放送。
2017年2月25日、26日
Aqours First LoveLive! 〜Step! ZERO to ONE〜 が開催された。
2017年10月 - 12月
テレビアニメ第2期を放送。
2019年1月
劇場版が封切り。